# Torneo Apertura 2017 Serie A de México
El Torneo Apertura 2017 de la Serie A fue el 41° torneo corto que abrió la LXVIII temporada de la Segunda División.

## Sistema de competición
El sistema de competición de este torneo se desarrolla en dos fases:
- Fase de calificación: que se integra por las 17 jornadas del torneo, considerando que hay 2 grupos.
- Fase final: que se integra por los partidos de ida y vuelta en rondas de cuartos de final, de semifinal y final

### Fase de calificación
En la fase de calificación se observará el sistema de puntos. La ubicación en la tabla general está sujeta a lo siguiente:
- Por juego ganado se obtendrán tres puntos (Si el visitante gana por diferencia de 2 o más goles se lleva el punto extra).
- Por juego empatado se obtendrá un punto (en caso de empate a 2 o más goles se juegan en penales el punto extra).
- Por juego perdido no se otorgan puntos.

El orden de los clubes al final de la Fase de Calificación del torneo corresponderá a la suma de los puntos obtenidos por cada uno de ellos y se presentará en forma descendente. Si al finalizar las 15 jornadas del torneo, dos o más clubes estuviesen empatados en puntos, su posición en la Tabla general será determinada atendiendo a los siguientes criterios de desempate:
1. Mejor diferencia entre los goles anotados y recibidos.
2. Mayor número de goles anotados.
3. Marcadores particulares entre los Clubes empatados.
4. Mayor número de goles anotados como visitante.
5. Mejor ubicado en la Tabla general de cociente.
6. Tabla Fair Play.
7. Sorteo.

Para determinar los lugares que ocuparán los clubes que participen en la fase final del torneo se tomará como base la Tabla General.
Participan automáticamente por el título de Campeón de la Liga Premier de Ascenso los primeros 8 lugares de tabla general – no pudiendo participar en esta liguilla por derecho a ascenso los 18 equipos filiales de Liga MX quienes tendrán su propia liguilla-.

### Fase final
Los ocho clubes calificados para cada liguilla del torneo serán reubicados de acuerdo con el lugar que ocupen en la Tabla General de Cocientes al término de la jornada 17, con el puesto del número uno al club mejor clasificado, y así hasta el #8. Los partidos a esta fase se desarrollarán a visita, en las siguientes etapas:
- Cuartos de final
- Semifinales
- Final

Los clubes vencedores en los partidos de cuartos de final y semifinal serán aquellos que en los dos juegos anoten el mayor número de goles. De existir empate en el número de goles anotados, la posición se definirá a favor del club con mayor cantidad de goles a favor cuando actúe como visitante.
Si una vez aplicado el criterio anterior los clubes siguieran empatados, se observará la posición de los clubes en la Tabla general de clasificación.
Los partidos correspondientes a la fase final se jugarán obligatoriamente los días miércoles y sábado, y jueves y domingo eligiendo, en su caso, exclusivamente en forma descendente, los cuatro Clubes mejor clasificados en la Tabla general al término de la jornada 17, el día y horario de su partido como local. Los siguientes cuatro Clubes podrán elegir únicamente el horario.
El Club vencedor de la Final y por lo tanto Campeón, será aquel que en los dos partidos anote el mayor número de goles. Si al término del tiempo reglamentario el partido está empatado, se agregarán dos tiempos extras de 15 minutos cada uno. De persistir el empate en estos periodos, se procederá a lanzar tiros penales hasta que resulte un vencedor.
Los partidos de cuartos de final se jugarán de la siguiente manera:
En las Semifinales participarán los cuatro clubes vencedores de cuartos de final, reubicándolos del uno al cuatro, de acuerdo a su mejor posición en la Tabla general de clasificación al término de la jornada 17 del torneo correspondiente, enfrentándose:
Disputarán el título de Campeón de los Torneos de Apertura 2017 y Clausura 2018, los dos clubes vencedores de la fase semifinal correspondiente, reubicándolos del uno al dos, de acuerdo a su mejor posición en la Tabla general de clasificación al término de las jornadas de cada torneo.

## Ascensos y descensos
| Pos | a la Liga de Nuevos Talentos |
| --- | ---------------------------- |
| 46º | Politécnico                  |
| 47º | Titanes Saltillo             |

| Pos | de la Liga de Nuevos Talentos |
| --- | ----------------------------- |
| 1°  | Yalmakan                      |
| Pos | de la Tercera División        |
| 1º  | Tecos F. C.                   |

| Pos | del Ascenso MX                    |
| --- | --------------------------------- |
| 18° | Loros de la Universidad de Colima |

| Pos | al Ascenso MX       |
| --- | ------------------- |
| 1°  | Coyotes de Tlaxcala |

## Equipos participantes

### Cambios
- Cuervos de Ensenada se muda a Tepic y se convirtió en Deportivo Tepic JAP.
- Valle Verde se muda a Tuxtla Gutiérrez y se convirtió en Tuxtla. (Jugó en la Serie B la temporada pasada)
- Murciélagos "B" se muda a Mazatlán y se convirtió en Pacific F.C. (Pero juega en Los Mochis para la este temporada y muda a Mazatlán para jugar en su nuevo estadio en agosto de 2018)
- Sporting Canamy se muda a Oaxtepec.
- Santos de Soledad y Real Cuautitlán desaparecen.
- Chiapas Premier desaparece y en su lugar llega Lobos BUAP Premier, que a su vez era Lobos Prepa en Nuevos Talentos.
- Reynosa F.C. cambió de nombre a Atlético Reynosa.
- Politécnico desciende a la Tercera División de México.
- Athletic Club Morelos cambió de nombre a Halcones de Morelos.
- Tlaxcala Fútbol Club no jugará en la Liga de Ascenso de México pese a ser campeón de la Temporada 2016/17 de la Serie A (no ascendió debido a la falta de requisitos en su estadio y juega en Serie B para la siguiente temporada)
- Sporting Canamy B no jugará en la Serie A pese a ser campeón de la Temporada 2016/17 de la Tercera División de México (no ascendió por alineación indeba y Despojado el título), en su lugar llega Tecos Fútbol Club
- AEM desaparece su equipo de Segunda División, pero mantiene su filial en Tercera que se convierte en el cuadro principal.
- Gavilanes de Matamoros llega como equipo de expansión.

### Equipos por Entidad Federativa
Se muestran las localizaciones en mapa de equipos de Segunda División de México 2017-18 ramal Serie A.
Para la temporada 2017-18, la entidad federativa de la República Mexicana con más equipos en la Serie A Jalisco con cuatro equipos.
| Entidad Federativa | N.º | Equipos                                        |
| ------------------ | --- | ---------------------------------------------- |
| Jalisco            | 4   | Atlas "B", Guadalajara "B", Tecos y Tepatitlán |
| Hidalgo            | 3   | Cruz Azul Hidalgo, Cruz Azul "B" y Pachuca "B" |
| Michoacán          | 3   | Morelia "B", Real Zamora y La Piedad           |
| Ciudad de México   | 2   | América "B" y UNAM "B"                         |
| Guanajuato         | 2   | Irapuato y León "B"                            |
| Morelos            | 2   | Halcones y Sporting Canamy                     |
| Nuevo León         | 2   | Monterrey "B" y Tigres "B"                     |
| Puebla             | 2   | Lobos BUAP "B" y Puebla "B"                    |
| Quintana Roo       | 2   | Inter Playa y Pioneros                         |
| Tamaulipas         | 2   | Atlético Reynosa y Gavilanes                   |
| Aguascalientes     | 1   | Necaxa "B"                                     |
| Baja California    | 1   | Tijuana "B"                                    |
| Chiapas            | 1   | Tuxtla                                         |
| Chihuahua          | 1   | UACH                                           |
| Coahuila           | 1   | Santos Laguna "B"                              |
| Colima             | 1   | Loros de Colima                                |
| Durango            | 1   | Durango                                        |
| Estado de México   | 1   | Toluca "B"                                     |
| Nayarit            | 1   | Tepic                                          |
| Querétaro          | 1   | Querétaro                                      |
| Sinaloa            | 1   | Pacific                                        |
| Veracruz           | 1   | Veracruz "B"                                   |

### Información sobre los equipos participantes

#### Grupo 1
| Equipo            | Entrenador          | Sede                           | Estadio                          | Capacidad | Filial                     |
| ----------------- | ------------------- | ------------------------------ | -------------------------------- | --------- | -------------------------- |
| Atlas "B"         | Juan Manuel García  | Zapopan, Jalisco               | Atlas Colomos                    | 3,000     | Atlas Fútbol Club          |
| Atlético Reynosa  | Esteban Mejía       | Reynosa, Tamaulipas            | Reynosa                          | 20,000    |                            |
| Club Tepatitlán   | Enrique López Zarza | Tepatitlán de Morelos, Jalisco | Gregorio "Tepa" Gómez            | 10,000    |                            |
| Deportivo Tepic   | Rafael Dueñas       | Tepic, Nayarit                 | Arena Cora                       | 12,971    |                            |
| Dorados UACH      | Francisco Gamboa    | Chihuahua, Chihuahua           | Olímpico Universitario           | 22,000    |                            |
| Durango           | Mario Espinosa      | Durango, Durango               | Francisco Zarco                  | 18,000    |                            |
| Gavilanes F. C.   | Carlos Martínez     | Matamoros, Tamaulipas          | Hogar                            | 36,000    |                            |
| Guadalajara "B"   | Omar Arellano Nuno  | Zapopan, Jalisco               | Verde Valle                      | 2,000     | Club Deportivo Guadalajara |
| León "B"          | Alfredo Murguia     | León, Guanajuato               | Casa Club León                   | 2,000     | Club León                  |
| Loros de Colima   | Víctor Hugo Mora    | Colima, Colima                 | Olímpico Universitario de Colima | 15,000    |                            |
| Monterrey "B"     | Juan Carlos Barrón  | Santiago, Nuevo León           | El Barrial                       | 3,000     | Club de Fútbol Monterrey   |
| Morelia "B"       | Rafael Bautista     | Zacapu, Michoacán              | Cancha Anexa Morelos             | 2,000     | Monarcas Morelia           |
| Necaxa "B"        | Miguel Acosta       | Aguascalientes, Aguascalientes | Victoria                         | 25,500    | Club Necaxa                |
| Pacific F.C.      | Luis Mendoza        | Los Mochis, Sinaloa            | Centenario de Los Mochis         | 15,000    |                            |
| Santos Laguna "B" | Miguel García       | Torreón, Coahuila              | TSM Cancha Externa No. 5         | 1,000     | Club Santos Laguna         |
| Tecos F.C.        | Rodrigo Ruiz        | Zapopan, Jalisco               | 3 de Marzo                       | 25,000    |                            |
| Tigres UANL "B"   | Hernán Elizondo     | Zuazua, Nuevo León             | Instalaciones de Zuazua No. 2    | 1,000     | Tigres de la UANL          |
| Tijuana "B"       | Diego Torres Ortiz  | Tijuana, Baja California       | Caliente                         | 27,333    | Club Tijuana               |

#### Grupo 2
| Equipo            | Entrenador          | Sede                              | Estadio                         | Capacidad | Filial                      |
| ----------------- | ------------------- | --------------------------------- | ------------------------------- | --------- | --------------------------- |
| América "B"       | Ernestino Ramella   | Ciudad de México                  | Inst. Club América Cancha No. 2 | 1,000     | Club América                |
| Cruz Azul "B"     | Porfirio Jiménez    | Ciudad Cooperativa Jasso, Hidalgo | 10 de diciembre                 | 17,000    | Cruz Azul Fútbol Club       |
| Cruz Azul Hidalgo | Edgardo Fuentes     | Ciudad Cooperativa Jasso, Hidalgo | 10 de diciembre                 | 17,000    | Cruz Azul Fútbol Club       |
| Halcones          | Francisco Sánchez   | Cuernavaca, Morelos               | Centenario                      | 14,800    |                             |
| Inter Playa       | Narciso Morales     | Playa del Carmen, Quintana Roo    | Mario Villanueva Madrid         | 7,500     |                             |
| Irapuato          | Luis Padilla        | Irapuato, Guanajuato              | Sergio León Chávez              | 30,000    |                             |
| La Piedad         | Héctor Jair Real    | La Piedad, Michoacán              | Juan N. López                   | 17,500    |                             |
| Lobos BUAP "B"    | Hiram Bandala       | Puebla, Puebla                    | Olímpico de la BUAP             | 20,411    | Lobos BUAP                  |
| Pachuca "B"       | Octavio Valdez      | San Agustín Tlaxiaca, Hidalgo     | Inst. Universidad del Fútbol    | 1,000     | Club de Fútbol Pachuca      |
| Pioneros          | Enrique Vela        | Cancún, Quintana Roo              | Olímpico Andrés Quintana Roo    | 17,289    |                             |
| Puebla "B"        | Guillermo Huerta    | Puebla, Puebla                    | Club Alpha Cancha 3             | 2,000     | Puebla Fútbol Club          |
| Querétaro "B"     | Isaac Morales       | Querétaro, Querétaro              | La Corregidora                  | 34,000    | Querétaro Fútbol Club       |
| Real Zamora       | Carlos Torres       | Zamora, Michoacán                 | Zamora                          | 7,200     |                             |
| Sporting Canamy   | Mario Alberto Trejo | Oaxtepec, Morelos                 | Olímpico de la U. D. del IMSS   | 9,000     |                             |
| Toluca "B"        | Christian Ramírez   | Metepec, Estado de México         | Instalaciones de Metepec        | 1,000     | Deportivo Toluca            |
| Tuxtla F. C.      | Roberto Sandoval    | Tuxtla Gutiérrez, Chiapas         | Víctor Manuel Reyna             | 29,001    |                             |
| UNAM "B"          | Alberto Rodríguez   | Ciudad de México                  | La Cantera                      | 2,000     | Club Universidad Nacional   |
| Veracruz "B"      | Arturo Avilés       | Veracruz, Veracruz                | CAR Veracruz                    | 1,000     | Tiburones Rojos de Veracruz |

## Torneo Regular
- El Calendario completo según la página oficial (enlace roto disponible en Internet Archive; véase el historial, la primera versión y la última)..

| Jornada 1           | Jornada 1 | Jornada 1         | Jornada 1                            | Jornada 1    | Jornada 1 | Jornada 1    | Jornada 1  | Jornada 1 | Jornada 1 | Jornada 1 | Jornada 1 | Jornada 1 |
| Grupo A             | Grupo A   | Grupo A           | Grupo A                              | Grupo A      | Grupo A   | Grupo A      | Grupo A    | Grupo A   | Grupo A   | Grupo A   | Grupo A   | Grupo A   |
| Local               | Resultado | Visitante         | Estadio                              | Fecha        | Hora      | Espectadores | Amonestado | Expulsado |           |           |           |           |
| ------------------- | --------- | ----------------- | ------------------------------------ | ------------ | --------- | ------------ | ---------- | --------- | --------- | --------- | --------- | --------- |
| Morelia "B"         | 2 - 1     | Tigres "B"        | Cancha Anexa Morelos                 | 11 de agosto | 10:00     | 50           | 6          | 0         |           |           |           |           |
| Tijuana "B"         | 3 - 3     | Club Tepatitlán   | Caliente                             | 11 de agosto | 10:00     | 55           | 3          | 1         |           |           |           |           |
| Guadalajara "B"     | 2 - 2     | Gavilanes         | Verde Valle                          | 11 de agosto | 16:00     | 200          | 5          | 0         |           |           |           |           |
| Dorados UACH        | 3 - 1     | Monterrey "B"     | Olímpico Universitario               | 11 de agosto | 19:30     | 400          | 2          | 1         |           |           |           |           |
| Durango             | 3 - 2     | Atlético Reynosa  | Francisco Zarco                      | 11 de agosto | 20:30     | 1 000        | 2          | 1         |           |           |           |           |
| Atlas "B"           | 0 - 0     | Deportivo Tepic   | Atlas Colomos                        | 12 de agosto | 11:30     | 100          | 4          | 2         |           |           |           |           |
| Loros de Colima     | 3 - 0     | Tecos F.C.        | Olímpico Universitario de Colima     | 12 de agosto | 16:00     | 800          | 1          | 0         |           |           |           |           |
| Pacific F.C.        | 0 - 2     | Santos Laguna "B" | Centenario de Los Mochis             | 12 de agosto | 20:00     | 300          | 5          | 0         |           |           |           |           |
| Necaxa "B"          | 1 - 1     | León "B"          | Victoria                             | 13 de agosto | 11:00     | 70           | 6          | 0         |           |           |           |           |
| Grupo B             |           |                   |                                      |              |           |              |            |           |           |           |           |           |
| Local               | Resultado | Visitante         | Estadio                              | Fecha        | Hora      | Espectadores | Amonestado | Expulsado |           |           |           |           |
| Pachuca "B"         | 0 - 1     | Toluca "B"        | Instalaciones Universidad del Fútbol | 11 de agosto | 12:00     | 100          | 2          | 0         |           |           |           |           |
| Tuxtla F.C.         | 0 - 2     | Inter Playa       | Víctor Manuel Reyna                  | 12 de agosto | 16:00     | 2 500        | 4          | 2         |           |           |           |           |
| Halcones de Morelos | 1 - 0     | Querétaro B       | Centenario                           | 12 de agosto | 16:00     | 200          | 5          | 0         |           |           |           |           |
| Real Zamora         | 2 - 3     | UNAM "B"          | Zamora                               | 12 de agosto | 16:00     | 800          | 4          | 0         |           |           |           |           |
| América "B"         | 2 - 1     | Sporting Canamy   | Olímpico de la U. D. del IMSS        | 12 de agosto | 16:00     | 200          | 4          | 0         |           |           |           |           |
| Pioneros            | 3 - 1     | Puebla "B"        | Olímpico Andrés Quintana Roo         | 12 de agosto | 17:00     | 1 000        | 3          | 0         |           |           |           |           |
| La Piedad           | 2 - 0     | Lobos BUAP "B"    | Juan Nepomuceno López                | 12 de agosto | 20:00     | 4 500        | 5          | 0         |           |           |           |           |
| Cruz Azul Hidalgo   | 0 - 0     | Veracruz "B"      | 10 de diciembre                      | 13 de agosto | 12:00     | 250          | 3          | 0         |           |           |           |           |
| Irapuato            | 2 - 2     | Cruz Azul "B"     | Sergio León Chávez                   | 13 de agosto | 16:00     | 1 000        | 1          | 1         |           |           |           |           |

| Jornada 2        | Jornada 2 | Jornada 2           | Jornada 2                      | Jornada 2    | Jornada 2 | Jornada 2    | Jornada 2  | Jornada 2 | Jornada 2 | Jornada 2 | Jornada 2 | Jornada 2 |
| Grupo A          | Grupo A   | Grupo A             | Grupo A                        | Grupo A      | Grupo A   | Grupo A      | Grupo A    | Grupo A   | Grupo A   | Grupo A   | Grupo A   | Grupo A   |
| Local            | Resultado | Visitante           | Estadio                        | Fecha        | Hora      | Espectadores | Amonestado | Expulsado |           |           |           |           |
| ---------------- | --------- | ------------------- | ------------------------------ | ------------ | --------- | ------------ | ---------- | --------- | --------- | --------- | --------- | --------- |
| León B           | 0 - 3     | Loros de Colima     | Casa Club León                 | 18 de agosto | 10:00     | 50           | 4          | 1         |           |           |           |           |
| Monterrey B      | 3 - 3     | Atlas B             | El Barrial                     | 18 de agosto | 17:00     | 50           | 5          | 0         |           |           |           |           |
| Tecos F.C.       | 2 - 0     | Morelia B           | Tres de Marzo                  | 18 de agosto | 19:00     | 400          | 4          | 0         |           |           |           |           |
| Deportivo Tepic  | 0 - 1     | Tijuana B           | Arena Cora                     | 18 de agosto | 20:00     | 1 515        | 2          | 0         |           |           |           |           |
| Santos Laguna B  | 2 - 2     | Dorados UACH        | TSM Cancha Alterna             | 19 de agosto | 11:00     | 50           | 5          | 0         |           |           |           |           |
| Tigres UANL B    | 2 - 0     | Pacific F.C.        | Instalaciones de Zuazua        | 19 de agosto | 11:30     | 50           | 6          | 1         |           |           |           |           |
| Gavilanes        | 2 - 0     | Durango             | La Ola                         | 19 de agosto | 17:00     | 15 000       | 4          | 0         |           |           |           |           |
| Atlético Reynosa | 2 - 0     | Necaxa B            | Reynosa                        | 19 de agosto | 19:00     | 2 000        | 5          | 0         |           |           |           |           |
| Club Tepatitlán  | 3 - 2     | Guadalajara B       | Gregorio "Tepa" Gómez          | 21 de agosto | 17:00     | 1 000        | 2          | 0         |           |           |           |           |
| Grupo B          |           |                     |                                |              |           |              |            |           |           |           |           |           |
| Local            | Resultado | Visitante           | Estadio                        | Fecha        | Hora      | Espectadores | Amonestado | Expulsado |           |           |           |           |
| Lobos BUAP B     | 1 - 1     | Pachuca B           | Olímpico de la BUAP            | 18 de agosto | 10:00     | 100          | 3          | 0         |           |           |           |           |
| UNAM B           | 1 - 0     | Halcones de Morelos | La Cantera                     | 18 de agosto | 10:00     | 200          | 3          | 1         |           |           |           |           |
| América B        | 1 - 2     | Pioneros            | Inst. Club América Cancha No.2 | 18 de agosto | 10:00     | 200          | 2          | 1         |           |           |           |           |
| Veracruz B       | 3 - 1     | Irapuato            | CAR Veracruz                   | 18 de agosto | 11:00     | 100          | 3          | 0         |           |           |           |           |
| Querétaro B      | 5 - 1     | La Piedad           | La Corregidora                 | 18 de agosto | 12:00     | 150          | 5          | 0         |           |           |           |           |
| Puebla B         | 2 - 2     | Real Zamora         | Club Alpha 3                   | 18 de agosto | 12:00     | 100          | 3          | 1         |           |           |           |           |
| Toluca B         | 3 - 1     | Tuxtla F.C.         | Instalaciones de Metepec       | 19 de agosto | 10:00     | 100          | 4          | 0         |           |           |           |           |
| Cruz Azul B      | 3 - 1     | Sporting Canamy     | 10 de diciembre                | 19 de agosto | 11:00     | 200          | 5          | 1         |           |           |           |           |
| Inter Playa      | 2 - 0     | Cruz Azul Hidalgo   | Mario Villanueva Madrid        | 19 de agosto | 19:00     | 2 000        | 3          | 1         |           |           |           |           |

| Jornada 3           | Jornada 3 | Jornada 3        | Jornada 3                            | Jornada 3    | Jornada 3 | Jornada 3    | Jornada 3  | Jornada 3 | Jornada 3 | Jornada 3 |
| Grupo A             | Grupo A   | Grupo A          | Grupo A                              | Grupo A      | Grupo A   | Grupo A      | Grupo A    | Grupo A   | Grupo A   | Grupo A   |
| Local               | Resultado | Visitante        | Estadio                              | Fecha        | Hora      | Espectadores | Amonestado | Expulsado |           |           |
| ------------------- | --------- | ---------------- | ------------------------------------ | ------------ | --------- | ------------ | ---------- | --------- | --------- | --------- |
| Tijuana B           | 4 - 2     | Monterrey B      | Caliente                             | 25 de agosto | 10:00     | 100          | 1          | 0         |           |           |
| Guadalajara B       | 0 - 0     | Deportivo Tepic  | Verde Valle                          | 25 de agosto | 16:00     | 200          | 2          | 0         |           |           |
| Morelia B           | 2 - 0     | Pacific F.C.     | Cancha Anexa Morelos                 | 25 de agosto | 16:00     | 100          | 5          | 0         |           |           |
| Dorados UACH        | 0 - 0     | Tigres UANL B    | Olímpico Universitario               | 25 de agosto | 19:30     | 200          | 1          | 0         |           |           |
| Durango             | 0 - 2     | Club Tepatitlán  | Fracisco Zarco                       | 25 de agosto | 20:30     | 500          | 2          | 2         |           |           |
| Tecos F.C.          | 0 - 2     | León B           | Tres de Marzo                        | 26 de agosto | 10:00     | 100          | 0          | 1         |           |           |
| Atlas B             | 0 - 0     | Santos Laguna B  | Atlas Colomos                        | 26 de agosto | 11:30     | 150          | 3          | 1         |           |           |
| Loros de Colima     | 5 - 2     | Atlético Reynosa | Olímpico Universitario de Colima     | 26 de agosto | 16:00     | 1 000        | 3          | 0         |           |           |
| Necaxa B            | 2 - 2     | Gavilanes        | Victoria                             | 27 de agosto | 11:00     | 100          | 5          | 0         |           |           |
| Grupo B             |           |                  |                                      |              |           |              |            |           |           |           |
| Local               | Resultado | Visitante        | Estadio                              | Fecha        | Hora      | Espectadores | Amonestado | Expulsado |           |           |
| Veracruz B          | 2 - 1     | Inter Playa      | CAR Veracruz                         | 25 de agosto | 11:00     | 200          | 4          | 0         |           |           |
| Pachuca B           | 1 - 1     | Querétaro B      | Instalaciones Universidad del Fútbol | 25 de agosto | 12:00     | 150          | 4          | 1         |           |           |
| Tuxtla F.C.         | 1 - 0     | Lobos BUAP B     | Víctor Manuel Reyna                  | 26 de agosto | 16:00     | 2 000        | 4          | 0         |           |           |
| Halcones de Morelos | 2 - 2     | Puebla B         | Centenario                           | 26 de agosto | 16:00     | 100          | 4          | 0         |           |           |
| Real Zamora         | 1 - 3     | América B        | Zamora                               | 26 de agosto | 16:00     | 400          | 7          | 0         |           |           |
| Pioneros            | 1 - 0     | Cruz Azul B      | Olímpico Andrés Quintana Roo         | 26 de agosto | 17:00     | 1 500        | 2          | 1         |           |           |
| Cruz Azul Hidalgo   | 1 - 1     | Toluca B         | 10 de diciembre                      | 27 de agosto | 12:00     | 200          | 3          | 1         |           |           |
| Irapuato            | 3 - 1     | Sporting Canamy  | Sergio León Chávez                   | 27 de agosto | 16:00     | 500          | 5          | 0         |           |           |
| La Piedad           | 1 - 2     | UNAM B           | Juan Nepomuceno López                | 28 de agosto | 17:00     | 3 000        | 4          | 0         |           |           |

| Jornada 4        | Jornada 4 | Jornada 4           | Jornada 4                       | Jornada 4       | Jornada 4 | Jornada 4    | Jornada 4  | Jornada 4 | Jornada 4 | Jornada 4 | Jornada 4 | Jornada 4 |
| Grupo A          | Grupo A   | Grupo A             | Grupo A                         | Grupo A         | Grupo A   | Grupo A      | Grupo A    | Grupo A   | Grupo A   | Grupo A   | Grupo A   | Grupo A   |
| Local            | Resultado | Visitante           | Estadio                         | Fecha           | Hora      | Espectadores | Amonestado | Expulsado |           |           |           |           |
| ---------------- | --------- | ------------------- | ------------------------------- | --------------- | --------- | ------------ | ---------- | --------- | --------- | --------- | --------- | --------- |
| León B           | 1 - 1     | Morelia B           | Casa Club León                  | 1 de septiembre | 10:00     | 50           | 6          | 0         |           |           |           |           |
| Monterrey B      | 0 - 1     | Guadalajara B       | El Barrial                      | 1 de septiembre | 17:00     | 100          | 4          | 0         |           |           |           |           |
| Deportivo Tepic  | 2 - 2     | Durango             | Arena Cora                      | 1 de septiembre | 20:00     | 500          | 1          | 1         |           |           |           |           |
| Santos Laguna B  | 2 - 0     | Tijuana B           | TSM Cancha Alterna              | 2 de septiembre | 11:00     | 100          | 4          | 1         |           |           |           |           |
| Tigres UANL B    | 2 - 1     | Atlas B             | Instalaciones de Zuazua         | 2 de septiembre | 11:00     | 30           | 5          | 0         |           |           |           |           |
| Gavilanes        | 2 - 0     | Loros de Colima     | La Ola                          | 2 de septiembre | 17:00     | 20 000       | 6          | 1         |           |           |           |           |
| Club Tepatitlán  | 2 - 1     | Necaxa B            | Gregorio "Tepa" Gómez           | 2 de septiembre | 17:00     | 1 000        | 4          | 1         |           |           |           |           |
| Atlético Reynosa | 0 - 0     | Tecos F.C.          | Reynosa                         | 2 de septiembre | 19:00     | 450          | 2          | 0         |           |           |           |           |
| Pacific F.C.     | 1 - 1     | Dorados UACH        | Centenario                      | 2 de septiembre | 20:00     | 300          | 4          | 0         |           |           |           |           |
| Grupo B          |           |                     |                                 |                 |           |              |            |           |           |           |           |           |
| Local            | Resultado | Visitante           | Estadio                         | Fecha           | Hora      | Espectadores | Amonestado | Expulsado |           |           |           |           |
| Lobos BUAP B     | 2 - 0     | Cruz Azul Hidalgo   | Olímpico de la BUAP             | 1 de septiembre | 10:00     | 50           | 1          | 1         |           |           |           |           |
| UNAM B           | 1 - 1     | Pachuca B           | La Cantera                      | 1 de septiembre | 10:00     | 50           | 2          | 1         |           |           |           |           |
| América B        | 3 - 3     | Halcones de Morelos | Inst. Club América Cancha No. 2 | 1 de septiembre | 10:00     | 200          | 5          | 0         |           |           |           |           |
| Querétaro B      | 2 - 0     | Tuxtla F.C.         | La Corregidora                  | 1 de septiembre | 12:00     | 200          | 7          | 1         |           |           |           |           |
| Puebla B         | 0 - 3     | La Piedad           | Club Alpha 3                    | 1 de septiembre | 12:00     | 150          | 5          | 0         |           |           |           |           |
| Toluca B         | 1 - 0     | Veracruz B          | Instalaciones de Metepec        | 2 de septiembre | 10:00     | 100          | 4          | 0         |           |           |           |           |
| Cruz Azul B      | 0 - 3     | Real Zamora         | 10 de diciembre                 | 2 de septiembre | 11:00     | 100          | 4          | 0         |           |           |           |           |
| Sporting Canamy  | 0 - 1     | Pioneros            | Olímpico de la U.D. del IMSS    | 2 de septiembre | 18:00     | 100          | 1          | 1         |           |           |           |           |
| Inter Playa      | 1 - 5     | Irapuato            | Mario Villanueva Madrid         | 2 de septiembre | 19:00     | 800          | 2          | 0         |           |           |           |           |

| Jornada 5           | Jornada 5 | Jornada 5        | Jornada 5                            | Jornada 5        | Jornada 5 | Jornada 5    | Jornada 5  | Jornada 5 | Jornada 5 | Jornada 5 | Jornada 5 | Jornada 5 |
| Grupo A             | Grupo A   | Grupo A          | Grupo A                              | Grupo A          | Grupo A   | Grupo A      | Grupo A    | Grupo A   | Grupo A   | Grupo A   | Grupo A   | Grupo A   |
| Local               | Resultado | Visitante        | Estadio                              | Fecha            | Hora      | Espectadores | Amonestado | Expulsado |           |           |           |           |
| ------------------- | --------- | ---------------- | ------------------------------------ | ---------------- | --------- | ------------ | ---------- | --------- | --------- | --------- | --------- | --------- |
| León B              | 1 - 1     | Atlético Reynosa | Casa Club León                       | 8 de septiembre  | 10:00     | 100          | 3          | 1         |           |           |           |           |
| Tijuana B           | 2 - 1     | Tigres UANL B    | Caliente                             | 8 de septiembre  | 10:00     | 100          | 4          | 0         |           |           |           |           |
| Guadalajara B       | 3 - 0     | Santos Laguna B  | Verde Valle                          | 8 de septiembre  | 16:00     | 150          | 9          | 0         |           |           |           |           |
| Tecos F.C.          | 3 - 0     | Gavilanes        | Tres de Marzo                        | 8 de septiembre  | 19:00     | 500          | 3          | 2         |           |           |           |           |
| Durango             | 1 - 3     | Monterrey B      | Francisco Zarco                      | 8 de septiembre  | 20:30     | 400          | 3          | 0         |           |           |           |           |
| Morelia B           | 3 - 4     | Dorados UACH     | Cancha Anexa Morelos                 | 9 de septiembre  | 10:00     | 50           | 0          | 0         |           |           |           |           |
| Atlas B             | 3 - 1     | Pacific F.C.     | Atlas Colomos                        | 9 de septiembre  | 11:30     | 200          | 3          | 0         |           |           |           |           |
| Loros de Colima     | 2 - 1     | Club Tepatitlán  | Olímpico Universitario de Colima     | 9 de septiembre  | 16:00     | 800          | 1          | 1         |           |           |           |           |
| Necaxa B            | 3 - 2     | Deportivo Tepic  | Victoria                             | 10 de septiembre | 11:00     | 200          | 6          | 0         |           |           |           |           |
| Grupo B             |           |                  |                                      |                  |           |              |            |           |           |           |           |           |
| Local               | Resultado | Visitante        | Estadio                              | Fecha            | Hora      | Espectadores | Amonestado | Expulsado |           |           |           |           |
| Veracruz B          | 2 - 0     | Lobos BUAP B     | CAR Veracruz                         | 8 de septiembre  | 11:00     | 100          | 5          | 1         |           |           |           |           |
| Pachuca B           | 2 - 2     | Puebla B         | Instalaciones Universidad del Fútbol | 8 de septiembre  | 12:00     | 100          | 4          | 0         |           |           |           |           |
| Tuxtla F.C.         | 2 - 3     | UNAM B           | Víctor Manuel Reyna                  | 9 de septiembre  | 16:00     | 1 800        | 6          | 2         |           |           |           |           |
| Halcones de Morelos | 3 - 2     | Cruz Azul B      | Centenario                           | 9 de septiembre  | 16:00     | 150          | 2          | 0         |           |           |           |           |
| Real Zamora         | 2 - 3     | Sporting Canamy  | Zamora                               | 9 de septiembre  | 16:00     | 800          | 2          | 3         |           |           |           |           |
| Inter Playa         | 2 - 0     | Toluca B         | Mario Villanueva Madrid              | 9 de septiembre  | 19:00     | 600          | 4          | 0         |           |           |           |           |
| La Piedad           | 2 - 1     | América B        | Juan Nepomuceno López                | 9 de septiembre  | 20:00     | 3 500        | 2          | 2         |           |           |           |           |
| Irapuato            | 3 - 2     | Pioneros         | Sergio León Chávez                   | 10 de septiembre | 16:00     | 1 300        | 1          | 1         |           |           |           |           |
| Cruz Azul Hidalgo   | 4 - 0     | Querétaro B      | 10 de diciembre                      | 11 de septiembre | 17:00     | 300          | 5          | 0         |           |           |           |           |

| Jornada 6        | Jornada 6                                                                                               | Jornada 6           | Jornada 6                       | Jornada 6        | Jornada 6 | Jornada 6    | Jornada 6  | Jornada 6 | Jornada 6 | Jornada 6 | Jornada 6 | Jornada 6 |
| Grupo A          | Grupo A                                                                                                 | Grupo A             | Grupo A                         | Grupo A          | Grupo A   | Grupo A      | Grupo A    | Grupo A   | Grupo A   | Grupo A   | Grupo A   | Grupo A   |
| Local            | Resultado                                                                                               | Visitante           | Estadio                         | Fecha            | Hora      | Espectadores | Amonestado | Expulsado |           |           |           |           |
| ---------------- | --- | ------------------- | ------------------------------- | ---------------- | --------- | ------------ | ---------- | --------- | --------- | --------- | --------- | --------- |
| Monterrey B      | 5 - 0                                                                                                   | Necaxa B            | El Barrial                      | 15 de septiembre | 17:00     | 100          | 0          | 0         |           |           |           |           |
| Dorados UACH     | 0 - 0                                                                                                   | Atlas B             | Olímpico Universitario          | 15 de septiembre | 19:00     | 300          | 1          | 0         |           |           |           |           |
| Santos Laguna B  | 4 - 0                                                                                                   | Durango             | TSM Cancha Alterna              | 16 de septiembre | 11:00     | 50           | 6          | 0         |           |           |           |           |
| Tigres UANL B    | 2 - 0                                                                                                   | Guadalajara B       | Instalaciones de Zuazua         | 16 de septiembre | 11:00     | 50           | 4          | 0         |           |           |           |           |
| Gavilanes        | 3 - 0                                                                                                   | León B              | La Ola                          | 16 de septiembre | 17:00     | 9 000        | 5          | 0         |           |           |           |           |
| Club Tepatitlán  | 4 - 2                                                                                                   | Tecos F.C.          | Gregorio "Tepa" Gómez           | 16 de septiembre | 17:00     | 1 200        | 2          | 0         |           |           |           |           |
| Atlético Reynosa | 0 - 1                                                                                                   | Morelia B           | Reynosa                         | 16 de septiembre | 19:00     | 700          | 10         | 1         |           |           |           |           |
| Pacific F.C.     | 1 - 2                                                                                                   | Tijuana B           | Centenario                      | 16 de septiembre | 20:00     | 100          | 4          | 1         |           |           |           |           |
| Deportivo Tepic  | 0 - 0 (enlace roto disponible en Internet Archive; véase el historial, la primera versión y la última). | Loros de Colima     | Arena Cora                      | 18 de septiembre | 17:00     | 500          | 6          | 0         |           |           |           |           |
| Grupo B          | |                     |                                 |                  |           |              |            |           |           |           |           |           |
| Local            | Resultado                                                                                               | Visitante           | Estadio                         | Fecha            | Hora      | Espectadores | Amonestado | Expulsado |           |           |           |           |
| Lobos BUAP B     | 0 - 1                                                                                                   | Inter Playa         | Olímpico de la BUAP             | 15 de septiembre | 10:00     | 150          | 5          | 1         |           |           |           |           |
| UNAM B           | 1 - 0                                                                                                   | Cruz Azul Hidalgo   | La Cantera                      | 15 de septiembre | 10:00     | 130          | 6          | 0         |           |           |           |           |
| América B        | 3 - 0                                                                                                   | Pachuca B           | Inst. Club América Cancha No. 2 | 15 de septiembre | 10:00     | 150          | 4          | 0         |           |           |           |           |
| Querétaro B      | 0 - 0                                                                                                   | Veracruz B          | La Corregidora                  | 15 de septiembre | 12:00     | 80           | 3          | 0         |           |           |           |           |
| Puebla B         | 0 - 3                                                                                                   | Tuxtla F.C.         | Club Alpha 3                    | 15 de septiembre | 12:00     | 150          | 3          | 0         |           |           |           |           |
| Toluca B         | 0 - 0                                                                                                   | Irapuato            | Instalaciones de Metepec        | 16 de septiembre | 10:00     | 100          | 1          | 0         |           |           |           |           |
| Cruz Azul B      | 2 - 4                                                                                                   | La Piedad           | 10 de diciembre                 | 15 de septiembre | 11:00     | 200          | 4          | 0         |           |           |           |           |
| Pioneros         | 1 - 2                                                                                                   | Real Zamora         | Olímpico Andrés Quintana Roo    | 16 de septiembre | 17:00     | 500          | 5          | 0         |           |           |           |           |
| Sporting Canamy  | 4 - 2                                                                                                   | Halcones de Morelos | Olímpico de la U.D. del IMSS    | 16 de septiembre | 18:00     | 100          | 3          | 1         |           |           |           |           |

| Jornada 7           | Jornada 7                                                                                               | Jornada 7       | Jornada 7                            | Jornada 7      | Jornada 7 | Jornada 7    | Jornada 7  | Jornada 7 | Jornada 7 | Jornada 7 | Jornada 7 |
| Grupo A             | Grupo A                                                                                                 | Grupo A         | Grupo A                              | Grupo A        | Grupo A   | Grupo A      | Grupo A    | Grupo A   | Grupo A   | Grupo A   | Grupo A   |
| Local               | Resultado                                                                                               | Visitante       | Estadio                              | Fecha          | Hora      | Espectadores | Amonestado | Expulsado |           |           |           |
| ------------------- | --- | --------------- | ------------------------------------ | -------------- | --------- | ------------ | ---------- | --------- | --------- | --------- | --------- |
| León B              | 1 - 0                                                                                                   | Club Tepatitlán | Casa Club León                       | 1 de noviembre | 10:00     |              |            |           |           |           |           |
| Tijuana B           | 2 - 1                                                                                                   | Dorados UACH    | Caliente                             | 1 de noviembre | 10:00     | 100          | 2          | 0         |           |           |           |
| Necaxa B            | 0 - 1                                                                                                   | Santos Laguna B | Victoria                             | 1 de noviembre | 11:00     | 100          | 4          | 0         |           |           |           |
| Guadalajara B       | 2 - 1                                                                                                   | Pacific F.C.    | Verde Valle                          | 1 de noviembre | 16:00     | 100          | 4          | 1         |           |           |           |
| Durango             | 1 - 3                                                                                                   | Tigres UANL B   | Francisco Zarco                      | 1 de noviembre | 16:00     | 100          | 3          | 0         |           |           |           |
| Loros de Colima     | 2 - 0                                                                                                   | Monterrey B     | Olímpico Universitario de Colima     | 1 de noviembre | 16:00     | 3 000        | 0          | 0         |           |           |           |
| Morelia B           | 1 - 1                                                                                                   | Atlas B         | Cancha Anexa Morelos                 | 2 de noviembre | 10:00     | 200          | 7          | 2         |           |           |           |
| Tecos F.C.          | 1 - 3                                                                                                   | Deportivo Tepic | Tres de Marzo                        | 2 de noviembre | 19:00     | 300          | 3          | 0         |           |           |           |
| Atlético Reynosa    | 4 - 2                                                                                                   | Gavilanes       | Reynosa                              | 2 de noviembre | 19:00     | 1 000        | 2          | 0         |           |           |           |
| Grupo B             | |                 |                                      |                |           |              |            |           |           |           |           |
| Local               | Resultado                                                                                               | Visitante       | Estadio                              | Fecha          | Hora      | Espectadores | Amonestado | Expulsado |           |           |           |
| Pachuca B           | 2 - 3                                                                                                   | Cruz Azul B     | Instalaciones Universidad del Fútbol | 1 de noviembre | 10:00     | 70           | 3          | 0         |           |           |           |
| Toluca B            | 1 - 2                                                                                                   | Lobos BUAP B    | Instalaciones de Metepec             | 1 de noviembre | 10:00     | 50           | 5          | 0         |           |           |           |
| Veracruz B          | 3 - 1                                                                                                   | UNAM B          | CAR Veracruz                         | 1 de noviembre | 11:00     | 50           | 3          | 0         |           |           |           |
| Halcones de Morelos | 1 - 3                                                                                                   | Pioneros        | Centenario                           | 1 de noviembre | 15:00     | 50           | 4          | 0         |           |           |           |
| Tuxtla F.C.         | 2 - 1                                                                                                   | América B       | Víctor Manuel Reyna                  | 1 de noviembre | 16:00     | 1 500        | 6          | 1         |           |           |           |
| Cruz Azul Hidalgo   | 0 - 3                                                                                                   | Puebla B        | 10 de diciembre                      | 1 de noviembre | 16:00     | 200          | 3          | 2         |           |           |           |
| Irapuato            | 4 - 0 (enlace roto disponible en Internet Archive; véase el historial, la primera versión y la última). | Real Zamora     | Sergio León Chávez                   | 1 de noviembre | 16:00     | 800          | 3          | 0         |           |           |           |
| Inter Playa         | 2 - 1                                                                                                   | Querétaro B     | Mario Villanueva Madrid              | 1 de noviembre | 19:00     | 500          | 2          | 0         |           |           |           |
| La Piedad           | 3 - 2                                                                                                   | Sporting Canamy | Juan Nepomuceno López                | 1 de noviembre | 20:00     | 3 000        | 2          | 0         |           |           |           |

| Jornada 8       | Jornada 8 | Jornada 8           | Jornada 8                            | Jornada 8        | Jornada 8 | Jornada 8    | Jornada 8  | Jornada 8 | Jornada 8 | Jornada 8 | Jornada 8 | Jornada 8 |
| Grupo A         | Grupo A   | Grupo A             | Grupo A                              | Grupo A          | Grupo A   | Grupo A      | Grupo A    | Grupo A   | Grupo A   | Grupo A   | Grupo A   | Grupo A   |
| Local           | Resultado | Visitante           | Estadio                              | Fecha            | Hora      | Espectadores | Amonestado | Expulsado |           |           |           |           |
| --------------- | --------- | ------------------- | ------------------------------------ | ---------------- | --------- | ------------ | ---------- | --------- | --------- | --------- | --------- | --------- |
| Monterrey B     | 1 - 1     | Tecos F.C.          | El Barrial                           | 29 de septiembre | 17:00     | 50           | 3          | 0         |           |           |           |           |
| Dorados UACH    | 0 - 0     | Guadalajara B       | Olímpico Universitario               | 29 de septiembre | 19:30     | 500          | 3          | 0         |           |           |           |           |
| Deportivo Tepic | 3 - 1     | León B              | Arena Cora                           | 29 de septiembre | 20:00     | 1 200        | 4          | 1         |           |           |           |           |
| Santos Laguna B | 1 - 2     | Loros de Colima     | TSM Cancha Alterna                   | 30 de septiembre | 11:00     | 50           | 4          | 0         |           |           |           |           |
| Tigres UANL B   | 1 - 0     | Necaxa B            | Instalaciones de Zuazua              | 30 de septiembre | 11:00     | 50           | 5          | 0         |           |           |           |           |
| Atlas B         | 5 - 2     | Tijuana B           | Atlas Colomos                        | 30 de septiembre | 11:30     | 100          | 2          | 0         |           |           |           |           |
| Gavilanes       | 3 - 2     | Morelia B           | La Ola                               | 30 de septiembre | 17:00     | 5 500        | 9          | 3         |           |           |           |           |
| Club Tepatitlán | 3 - 0     | Atlético Reynosa    | Gregorio "Tepa" Gómez                | 30 de septiembre | 17:00     | 1 000        | 1          | 1         |           |           |           |           |
| Pacific F.C.    | 3 - 0     | Durango             | Centenario                           | 30 de septiembre | 20:00     | 100          | 0          | 0         |           |           |           |           |
| Grupo B         |           |                     |                                      |                  |           |              |            |           |           |           |           |           |
| Local           | Resultado | Visitante           | Estadio                              | Fecha            | Hora      | Espectadores | Amonestado | Expulsado |           |           |           |           |
| Lobos BUAP B    | 3 - 2     | Irapuato            | Olímpico de la BUAP                  | 29 de septiembre | 10:00     | 100          | 4          | 2         |           |           |           |           |
| UNAM B          | 3 - 1     | Inter Playa         | La Cantera                           | 29 de septiembre | 10:00     | 150          | 4          | 0         |           |           |           |           |
| América B       | 2 - 1     | Cruz Azul Hidalgo   | Inst. Club América Cancha No. 2      | 29 de septiembre | 10:00     | 50           | 7          | 0         |           |           |           |           |
| Querétaro B     | 1 - 1     | Toluca B            | La Corregidora                       | 29 de septiembre | 12:00     | 100          | 6          | 1         |           |           |           |           |
| Puebla B        | 0 - 0     | Veracruz B          | Club Alpha 3                         | 29 de septiembre | 12:00     | 50           | 4          | 0         |           |           |           |           |
| Cruz Azul B     | 2 - 2     | Tuxtla F.C.         | 10 de diciembre                      | 30 de septiembre | 11:00     | 100          | 3          | 1         |           |           |           |           |
| Pioneros        | 3 - 0     | La Piedad           | Olímpico Andrés Quintana Roo         | 30 de septiembre | 17:00     | 300          | 2          | 0         |           |           |           |           |
| Pachuca B       | 2 - 1     | Sporting Canamy     | Instalaciones Universidad del Fútbol | 29 de septiembre | 12:00     | 100          | 2          | 0         |           |           |           |           |
| Real Zamora     | 1 - 1     | Halcones de Morelos | Zamora                               | 2 de octubre     | 16:00     | 1 800        | 4          | 0         |           |           |           |           |

| Jornada 9         | Jornada 9                                                                                               | Jornada 9           | Jornada 9                            | Jornada 9       | Jornada 9 | Jornada 9    | Jornada 9  | Jornada 9 | Jornada 9 | Jornada 9 | Jornada 9 | Jornada 9 |
| Grupo A           | Grupo A                                                                                                 | Grupo A             | Grupo A                              | Grupo A         | Grupo A   | Grupo A      | Grupo A    | Grupo A   | Grupo A   | Grupo A   | Grupo A   | Grupo A   |
| Local             | Resultado                                                                                               | Visitante           | Estadio                              | Fecha           | Hora      | Espectadores | Amonestado | Expulsado |           |           |           |           |
| ----------------- | --- | ------------------- | ------------------------------------ | --------------- | --------- | ------------ | ---------- | --------- | --------- | --------- | --------- | --------- |
| León B            | 2 - 3                                                                                                   | Monterrey B         | Casa Club León                       | 6 de octubre    | 10:00     | 100          | 3          | 0         |           |           |           |           |
| Guadalajara B     | 0 - 0                                                                                                   | Atlas B             | Verde Valle                          | 6 de octubre    | 16:00     | 400          | 3          | 0         |           |           |           |           |
| Durango           | 0 - 1                                                                                                   | Dorados UACH        | Francisco Zarco                      | 6 de octubre    | 20:30     | 300          | 4          | 0         |           |           |           |           |
| Morelia B         | 2 - 0                                                                                                   | Tijuana B           | Cancha Anexa Morelos                 | 6 de octubre    | 10:00     | 80           | 3          | 0         |           |           |           |           |
| Loros de Colima   | 4 - 1                                                                                                   | Tigres UANL B       | Olímpico Universitario de Colima     | 7 de octubre    | 16:00     | 1 000        | 4          | 0         |           |           |           |           |
| Gavilanes         | 0 - 1                                                                                                   | Club Tepatitlán     | La Ola                               | 7 de octubre    | 17:00     | 6 000        | 0          | 0         |           |           |           |           |
| Atlético Reynosa  | 1 - 0                                                                                                   | Deportivo Tepic     | Reynosa                              | 7 de octubre    | 19:00     | 500          | 4          | 1         |           |           |           |           |
| Necaxa B          | 3 - 1                                                                                                   | Pacific F.C.        | Victoria                             | 8 de octubre    | 11:00     | 100          | 1          | 0         |           |           |           |           |
| Tecos F.C.        | 3 - 3                                                                                                   | Santos Laguna B     | Tres de Marzo                        | 14 de noviembre | 19:00     | 100          | 5          | 0         |           |           |           |           |
| Grupo B           | |                     |                                      |                 |           |              |            |           |           |           |           |           |
| Local             | Resultado                                                                                               | Visitante           | Estadio                              | Fecha           | Hora      | Espectadores | Amonestado | Expulsado |           |           |           |           |
| Lobos BUAP B      | 1 - 3                                                                                                   | Querétaro B         | Olímpico de la BUAP                  | 6 de octubre    | 10:00     | 200          | 5          | 0         |           |           |           |           |
| Veracruz B        | 2 - 1                                                                                                   | América B           | CAR Veracruz                         | 6 de octubre    | 11:00     | 300          | 2          | 0         |           |           |           |           |
| Pachuca B         | 1 - 0                                                                                                   | Pioneros            | Instalaciones Universidad del Fútbol | 6 de octubre    | 12:00     | 100          | 4          | 0         |           |           |           |           |
| Toluca B          | 2 - 0                                                                                                   | UNAM B              | Instalaciones de Metepec             | 7 de octubre    | 10:00     | 200          | 2          | 0         |           |           |           |           |
| Tuxtla F.C.       | 4 - 0                                                                                                   | Sporting Canamy     | Víctor Manuel Reyna                  | 7 de octubre    | 16:00     | 1 200        | 0          | 0         |           |           |           |           |
| La Piedad         | 2 - 0                                                                                                   | Real Zamora         | Juan Nepomuceno López                | 7 de octubre    | 20:00     | 4 900        | 5          | 0         |           |           |           |           |
| Cruz Azul Hidalgo | 3 - 1                                                                                                   | Cruz Azul B         | 10 de diciembre                      | 6 de octubre    | 12:00     | 250          | 3          | 0         |           |           |           |           |
| Irapuato          | 5 - 0                                                                                                   | Halcones de Morelos | Sergio León Chávez                   | 8 de octubre    | 16:00     | 300          | 2          | 0         |           |           |           |           |
| Inter Playa       | 2 - 0 (enlace roto disponible en Internet Archive; véase el historial, la primera versión y la última). | Puebla B            | Mario Villanueva Madrid              | 15 de noviembre | 19:00     | 300          | 0          | 1         |           |           |           |           |

| Jornada 10          | Jornada 10 | Jornada 10        | Jornada 10                      | Jornada 10     | Jornada 10 | Jornada 10   | Jornada 10 | Jornada 10 | Jornada 10 | Jornada 10 | Jornada 10 | Jornada 10 |
| Grupo A             | Grupo A    | Grupo A           | Grupo A                         | Grupo A        | Grupo A    | Grupo A      | Grupo A    | Grupo A    | Grupo A    | Grupo A    | Grupo A    | Grupo A    |
| Local               | Resultado  | Visitante         | Estadio                         | Fecha          | Hora       | Espectadores | Amonestado | Expulsado  |            |            |            |            |
| ------------------- | ---------- | ----------------- | ------------------------------- | -------------- | ---------- | ------------ | ---------- | ---------- | ---------- | ---------- | ---------- | ---------- |
| Tijuana B           | 2 - 0      | Guadalajara B     | Caliente                        | 11 de octubre  | 10:00      | 50           | 3          | 1          |            |            |            |            |
| Santos Laguna B     | 3 - 3      | León B            | TSM Cancha Alterna              | 11 de octubre  | 11:00      | 100          | 4          | 0          |            |            |            |            |
| Tigres UANL B       | 0 - 0      | Tecos F.C.        | Instalaciones de Zuazua         | 11 de octubre  | 11:00      | 50           | 0          | 1          |            |            |            |            |
| Atlas B             | 0 - 2      | Durango           | Atlas Colomos                   | 11 de octubre  | 11:30      | 250          | 0          | 1          |            |            |            |            |
| Monterrey B         | 4 - 0      | Atlético Reynosa  | El Barrial                      | 11 de octubre  | 17:00      | 50           | 4          | 0          |            |            |            |            |
| Club Tepatitlán     | 1 - 1      | Morelia B         | Gregorio "Tepa" Gómez           | 11 de octubre  | 17:00      | 3 000        | 4          | 0          |            |            |            |            |
| Pacific F.C.        | 0 - 1      | Loros de Colima   | Centenario                      | 11 de octubre  | 19:00      | 100          | 1          | 0          |            |            |            |            |
| Dorados UACH        | 2 - 0      | Necaxa B          | Olímpico Universitario          | 11 de octubre  | 19:30      | 500          | 3          | 1          |            |            |            |            |
| Deportivo Tepic     | 1 - 1      | Gavilanes         | Arena Cora                      | 11 de octubre  | 20:30      | 2 598        | 6          | 0          |            |            |            |            |
| Grupo B             |            |                   |                                 |                |            |              |            |            |            |            |            |            |
| Local               | Resultado  | Visitante         | Estadio                         | Fecha          | Hora       | Espectadores | Amonestado | Expulsado  |            |            |            |            |
| UNAM B              | 1 - 0      | Lobos BUAP B      | La Cantera                      | 11 de octubre  | 10:00      | 100          | 4          | 1          |            |            |            |            |
| América B           | 3 - 2      | Inter Playa       | Inst. Club América Cancha No. 2 | 11 de octubre  | 11:00      | 50           | 3          | 0          |            |            |            |            |
| Querétaro B         | 1 - 2      | Irapuato          | La Corregidora                  | 11 de octubre  | 12:00      | 100          | 3          | 0          |            |            |            |            |
| Puebla B            | 2 - 2      | Toluca B          | Club Alpha 3                    | 11 de octubre  | 12:00      | 70           | 3          | 0          |            |            |            |            |
| Cruz Azul B         | 1 - 3      | Veracruz B        | 10 de diciembre                 | 11 de octubre  | 16:00      | 100          | 4          | 0          |            |            |            |            |
| Real Zamora         | 2 - 0      | Pachuca B         | Zamora                          | 11 de octubre  | 16:00      | 200          | 4          | 0          |            |            |            |            |
| Pioneros            | 2 - 1      | Tuxtla F.C.       | Andrés Quintana Roo             | 11 de octubre  | 18:00      | 1 000        | 5          | 0          |            |            |            |            |
| Sporting Canamy     | 0 - 3      | Cruz Azul Hidalgo | Olímpico de la U.D. del IMSS    | No jugado      | ND         | 0            | 0          | 0          |            |            |            |            |
| Halcones de Morelos | 0 - 3      | La Piedad         | Centenario                      | 8 de noviembre | 10:00      | 100          | 2          | 0          |            |            |            |            |

| Jornada 11        | Jornada 11                                                                                              | Jornada 11          | Jornada 11                           | Jornada 11      | Jornada 11 | Jornada 11   | Jornada 11 | Jornada 11 | Jornada 11 | Jornada 11 | Jornada 11 | Jornada 11 |
| Grupo A           | Grupo A                                                                                                 | Grupo A             | Grupo A                              | Grupo A         | Grupo A    | Grupo A      | Grupo A    | Grupo A    | Grupo A    | Grupo A    | Grupo A    | Grupo A    |
| Local             | Resultado                                                                                               | Visitante           | Estadio                              | Fecha           | Hora       | Espectadores | Amonestado | Expulsado  |            |            |            |            |
| ----------------- | --- | ------------------- | ------------------------------------ | --------------- | ---------- | ------------ | ---------- | ---------- | ---------- | ---------- | ---------- | ---------- |
| León B            | 0 - 0                                                                                                   | Tigres UANL B       | Casa Club León                       | 14 de octubre   | 12:00      | 150          | 2          | 0          |            |            |            |            |
| Club Tepatitlán   | 4 - 1                                                                                                   | Deportivo Tepic     | Gregorio "Tepa" Gómez                | 14 de octubre   | 17:00      | 1 000        | 3          | 1          |            |            |            |            |
| Tecos F.C.        | 1 - 3                                                                                                   | Pacific F.C.        | Tres de Marzo                        | 14 de octubre   | 19:00      | 100          | 3          | 0          |            |            |            |            |
| Atlético Reynosa  | 0 - 2                                                                                                   | Santos Laguna B     | Reynosa                              | 14 de octubre   | 19:00      | 200          | 6          | 0          |            |            |            |            |
| Durango           | 0 - 1                                                                                                   | Tijuana B           | Francisco Zarco                      | 14 de octubre   | 20:30      | 200          | 2          | 0          |            |            |            |            |
| Morelia B         | 1 - 0                                                                                                   | Guadalajara B       | Cancha Anexa Morelos                 | 15 de octubre   | 10:00      | 50           | 2          | 0          |            |            |            |            |
| Necaxa B          | 1 - 0                                                                                                   | Atlas B             | Victoria                             | 15 de octubre   | 11:00      | 150          | 4          | 1          |            |            |            |            |
| Gavilanes         | 1 - 1                                                                                                   | Monterrey B         | La Ola                               | 15 de octubre   | 17:00      | 7 000        | 4          | 0          |            |            |            |            |
| Loros de Colima   | 2 - 1                                                                                                   | Dorados UACH        | Olímpico Universitario de Colima     | 16 de octubre   | 17:00      | 3 000        | 2          | 0          |            |            |            |            |
| Grupo B           | |                     |                                      |                 |            |              |            |            |            |            |            |            |
| Local             | Resultado                                                                                               | Visitante           | Estadio                              | Fecha           | Hora       | Espectadores | Amonestado | Expulsado  |            |            |            |            |
| Toluca B          | 1 - 1                                                                                                   | América B           | Instalaciones de Metepec             | 14 de octubre   | 10:00      | 100          | 3          | 3          |            |            |            |            |
| Querétaro B       | 1 - 1                                                                                                   | UNAM B              | La Corregidora                       | 14 de octubre   | 12:00      | 200          | 3          | 0          |            |            |            |            |
| Tuxtla F.C.       | 2 - 1                                                                                                   | Real Zamora         | Víctor Manuel Reyna                  | 14 de octubre   | 16:00      | 500          | 2          | 0          |            |            |            |            |
| Veracruz B        | 1 - 1                                                                                                   | Sporting Canamy     | CAR Veracruz                         | 14 de octubre   | 16:30      | 100          | 6          | 0          |            |            |            |            |
| Inter Playa       | 5 - 1                                                                                                   | Cruz Azul B         | Mario Villanueva Madrid              | 14 de octubre   | 19:00      | 2 000        | 0          | 0          |            |            |            |            |
| Lobos BUAP B      | 1 - 1                                                                                                   | Puebla B            | Olímpico de la BUAP                  | 15 de octubre   | 10:00      | 200          | 3          | 0          |            |            |            |            |
| Pachuca B         | 1 - 2                                                                                                   | Halcones de Morelos | Instalaciones Universidad del Fútbol | 15 de octubre   | 10:00      | 100          | 3          | 1          |            |            |            |            |
| Cruz Azul Hidalgo | 5 - 1                                                                                                   | Pioneros            | 10 de diciembre                      | 15 de octubre   | 12:00      | 300          | 5          | 0          |            |            |            |            |
| Irapuato          | 1 - 0 (enlace roto disponible en Internet Archive; véase el historial, la primera versión y la última). | La Piedad           | Sergio León Chávez                   | 16 de noviembre | 15:00      | 500          | 5          | 0          |            |            |            |            |

| Jornada 12          | Jornada 12 | Jornada 12        | Jornada 12                      | Jornada 12    | Jornada 12 | Jornada 12   | Jornada 12 | Jornada 12 | Jornada 12 | Jornada 12 | Jornada 12 |
| Grupo A             | Grupo A    | Grupo A           | Grupo A                         | Grupo A       | Grupo A    | Grupo A      | Grupo A    | Grupo A    | Grupo A    | Grupo A    | Grupo A    |
| Local               | Resultado  | Visitante         | Estadio                         | Fecha         | Hora       | Espectadores | Amonestado | Expulsado  |            |            |            |
| ------------------- | ---------- | ----------------- | ------------------------------- | ------------- | ---------- | ------------ | ---------- | ---------- | ---------- | ---------- | ---------- |
| Tijuana B           | 2 - 2      | Necaxa B          | Caliente                        | 20 de octubre | 10:00      | 50           | 3          | 0          |            |            |            |
| Guadalajara B       | 2 - 1      | Durango           | Verde Valle                     | 20 de octubre | 16:00      | 100          | 2          | 0          |            |            |            |
| Monterrey B         | 0 - 1      | Club Tepatitlán   | El Barrial                      | 20 de octubre | 17:00      | 50           | 3          | 0          |            |            |            |
| Dorados UACH        | 1 - 0      | Tecos F.C.        | Olímpico Universitario          | 20 de octubre | 19:30      | 600          | 0          | 0          |            |            |            |
| Deportivo Tepic     | 0 - 3      | Morelia B         | Arena Cora                      | 20 de octubre | 20:00      | 3 216        | 4          | 0          |            |            |            |
| Santos Laguna B     | 4 - 1      | Gavilanes         | TSM Cancha Alterna              | 21 de octubre | 11:00      | 100          | 4          | 0          |            |            |            |
| Tigres UANL B       | 1 - 0      | Atlético Reynosa  | Instalaciones de Zuazua         | 21 de octubre | 11:00      | 100          | 2          | 0          |            |            |            |
| Atlas B             | 1 - 3      | Loros de Colima   | Atlas Colomos                   | 21 de octubre | 11:30      | 200          | 2          | 0          |            |            |            |
| Pacific F.C.        | 4 - 2      | León B            | Centenario                      | 21 de octubre | 20:00      | 100          | 3          | 0          |            |            |            |
| Grupo B             |            |                   |                                 |               |            |              |            |            |            |            |            |
| Local               | Resultado  | Visitante         | Estadio                         | Fecha         | Hora       | Espectadores | Amonestado | Expulsado  |            |            |            |
| Halcones de Morelos | 2 - 3      | Tuxtla F.C.       | Centenario                      | 19 de octubre | 16:00      | 100          | 5          | 0          |            |            |            |
| UNAM B              | 2 - 0      | Irapuato          | La Cantera                      | 20 de octubre | 10:00      | 200          | 4          | 1          |            |            |            |
| América B           | 1 - 2      | Lobos BUAP B      | Inst. Club América Cancha No. 2 | 20 de octubre | 10:00      | 100          | 2          | 0          |            |            |            |
| Puebla B            | 2 - 3      | Querétaro B       | Club Alpha 3                    | 20 de octubre | 12:00      | 100          | 8          | 2          |            |            |            |
| Cruz Azul B         | 3 - 2      | Toluca B          | 10 de diciembre                 | 21 de octubre | 11:00      | 150          | 0          | 0          |            |            |            |
| Real Zamora         | 1 - 1      | Cruz Azul Hidalgo | Zamora                          | 21 de octubre | 16:00      | 500          | 4          | 0          |            |            |            |
| Sporting Canamy     | 2 - 2      | Inter Playa       | Mariano Matamoros               | 21 de octubre | 16:00      | 50           | 3          | 0          |            |            |            |
| Pioneros            | 2 - 0      | Veracruz B        | Andrés Quintana Roo             | 21 de octubre | 17:00      | 600          | 3          | 0          |            |            |            |
| La Piedad           | 3 - 1      | Pachuca B         | Juan Nepomuceno López           | 21 de octubre | 20:00      | 4 000        | 5          | 1          |            |            |            |

| Jornada 13        | Jornada 13                                                                                              | Jornada 13          | Jornada 13                       | Jornada 13    | Jornada 13 | Jornada 13   | Jornada 13 | Jornada 13 | Jornada 13 | Jornada 13 | Jornada 13 |
| Grupo A           | Grupo A                                                                                                 | Grupo A             | Grupo A                          | Grupo A       | Grupo A    | Grupo A      | Grupo A    | Grupo A    | Grupo A    | Grupo A    | Grupo A    |
| Local             | Resultado                                                                                               | Visitante           | Estadio                          | Fecha         | Hora       | Espectadores | Amonestado | Expulsado  |            |            |            |
| ----------------- | --- | ------------------- | -------------------------------- | ------------- | ---------- | ------------ | ---------- | ---------- | ---------- | ---------- | ---------- |
| León B            | 2 - 0                                                                                                   | Dorados UACH        | Casa Club León                   | 27 de octubre | 10:00      | 50           | 6          | 1          |            |            |            |
| Deportivo Tepic   | 2 - 1                                                                                                   | Monterrey B         | Arena Cora                       | 27 de octubre | 20:30      | 1 903        | 7          | 0          |            |            |            |
| Morelia B         | 5 - 0                                                                                                   | Durango             | Cancha Anexa Morelos             | 27 de octubre | 10:00      | 100          | 1          | 0          |            |            |            |
| Loros de Colima   | 4 - 2                                                                                                   | Tijuana B           | Olímpico Universitario de Colima | 28 de octubre | 16:00      | 2 800        | 4          | 0          |            |            |            |
| Gavilanes         | 0 - 1                                                                                                   | Tigres UANL B       | La Ola                           | 28 de octubre | 16:00      | 7 500        | 2          | 0          |            |            |            |
| Club Tepatitlán   | 3 - 0                                                                                                   | Santos Laguna B     | Gregorio "Tepa" Gómez            | 28 de octubre | 17:00      | 3 000        | 1          | 1          |            |            |            |
| Atlético Reynosa  | 2 - 1                                                                                                   | Pacific F.C.        | Reynosa                          | 28 de octubre | 19:00      | 100          | 6          | 0          |            |            |            |
| Necaxa B          | 1 - 2 (enlace roto disponible en Internet Archive; véase el historial, la primera versión y la última). | Guadalajara B       | Victoria                         | 29 de octubre | 11:00      | 100          | 4          | 1          |            |            |            |
| Tecos F.C.        | 1 - 0                                                                                                   | Atlas B             | Tres de Marzo                    | 30 de octubre | 17:00      | 600          | 4          | 0          |            |            |            |
| Grupo B           | |                     |                                  |               |            |              |            |            |            |            |            |
| Local             | Resultado                                                                                               | Visitante           | Estadio                          | Fecha         | Hora       | Espectadores | Amonestado | Expulsado  |            |            |            |
| UNAM B            | 3 - 2                                                                                                   | Puebla B            | La Cantera                       | 27 de octubre | 10:00      | 100          | 5          | 0          |            |            |            |
| Lobos BUAP B      | 3 - 3                                                                                                   | Cruz Azul B         | Olímpico de la BUAP              | 27 de octubre | 10:00      | 150          | 5          | 0          |            |            |            |
| Veracruz B        | 2 - 2                                                                                                   | Real Zamora         | CAR Veracruz                     | 27 de octubre | 11:00      | 100          | 3          | 0          |            |            |            |
| Querétaro B       | 2 - 0                                                                                                   | América B           | La Corregidora                   | 27 de octubre | 12:00      | 150          | 7          | 0          |            |            |            |
| Toluca B          | 4 - 1                                                                                                   | Sporting Canamy     | Instalaciones de Metepec         | 28 de octubre | 10:00      | 150          | 0          | 0          |            |            |            |
| Tuxtla F.C.       | 0 - 2                                                                                                   | La Piedad           | Víctor Manuel Reyna              | 27 de octubre | 16:00      | 1 000        | 2          | 0          |            |            |            |
| Inter Playa       | 1 - 1                                                                                                   | Pioneros            | Mario Villanueva Madrid          | 28 de octubre | 19:00      | 3 000        | 5          | 0          |            |            |            |
| Cruz Azul Hidalgo | 1 - 0                                                                                                   | Halcones de Morelos | 10 de diciembre                  | 27 de octubre | 12:00      | 200          | 5          | 0          |            |            |            |
| Irapuato          | 4 - 0                                                                                                   | Pachuca B           | Sergio León Chávez               | 29 de octubre | 16:00      | 500          | 3          | 1          |            |            |            |

| Jornada 14          | Jornada 14 | Jornada 14        | Jornada 14                           | Jornada 14     | Jornada 14 | Jornada 14   | Jornada 14 | Jornada 14 | Jornada 14 | Jornada 14 | Jornada 14 |
| Grupo A             | Grupo A    | Grupo A           | Grupo A                              | Grupo A        | Grupo A    | Grupo A      | Grupo A    | Grupo A    | Grupo A    | Grupo A    | Grupo A    |
| Local               | Resultado  | Visitante         | Estadio                              | Fecha          | Hora       | Espectadores | Amonestado | Expulsado  |            |            |            |
| ------------------- | ---------- | ----------------- | ------------------------------------ | -------------- | ---------- | ------------ | ---------- | ---------- | ---------- | ---------- | ---------- |
| Santos Laguna B     | 0 - 4      | Deportivo Tepic   | TSM Cancha Alterna                   | 5 de noviembre | 11:00      | 100          | 5          | 0          |            |            |            |
| Tigres UANL B       | 2 - 2      | Club Tepatitlán   | Instalaciones de Zuazua              | 4 de noviembre | 11:30      | 50           | 2          | 0          |            |            |            |
| Durango             | 1 - 0      | Necaxa B          | Francisco Zarco                      | 4 de noviembre | 20:30      | 200          | 4          | 0          |            |            |            |
| Monterrey B         | 1 - 1      | Morelia B         | El Barrial                           | 5 de noviembre | 10:00      | 50           | 5          | 0          |            |            |            |
| Guadalajara B       | 3 - 2      | Loros de Colima   | Verde Valle                          | 5 de noviembre | 10:00      | 150          | 3          | 0          |            |            |            |
| Tijuana B           | 4 - 2      | Tecos F.C.        | Caliente                             | 5 de noviembre | 10:00      | 50           | 1          | 0          |            |            |            |
| Atlas B             | 0 - 2      | León B            | Atlas Colomos                        | 5 de noviembre | 11:30      | 100          | 4          | 1          |            |            |            |
| Dorados UACH        | 0 - 0      | Atlético Reynosa  | Olímpico Universitario               | 5 de noviembre | 18:30      | 200          | 2          | 0          |            |            |            |
| Pacific F.C.        | 0 - 1      | Gavilanes         | Centenario                           | 6 de noviembre | 17:00      | 100          | 4          | 2          |            |            |            |
| Grupo B             |            |                   |                                      |                |            |              |            |            |            |            |            |
| Local               | Resultado  | Visitante         | Estadio                              | Fecha          | Hora       | Espectadores | Amonestado | Expulsado  |            |            |            |
| Cruz Azul B         | 3 - 0      | Querétaro B       | 10 de diciembre                      | 4 de noviembre | 11:00      | 100          | 4          | 1          |            |            |            |
| Real Zamora         | 2 - 1      | Inter Playa       | Zamora                               | 4 de noviembre | 16:00      | 200          | 7          | 0          |            |            |            |
| Halcones de Morelos | 2 - 1      | Veracruz B        | Centenario                           | 4 de noviembre | 16:00      | 50           | 3          | 2          |            |            |            |
| América B           | 1 - 1      | UNAM B            | Inst. Club América Cancha No. 2      | 4 de noviembre | 16:00      | 150          | 2          | 0          |            |            |            |
| Pioneros            | 0 - 1      | Toluca B          | Andrés Quintana Roo                  | 4 de noviembre | 18:00      | 500          | 4          | 1          |            |            |            |
| Sporting Canamy     | 0 - 1      | Lobos BUAP B      | Olímpico de la U.D. del IMSS         | 4 de noviembre | 18:00      | 0            | 3          | 0          |            |            |            |
| La Piedad           | 3 - 1      | Cruz Azul Hidalgo | Juan Nepomuceno López                | 4 de noviembre | 20:00      | 5 000        | 5          | 0          |            |            |            |
| Pachuca B           | 0 - 1      | Tuxtla F.C.       | Instalaciones Universidad del Fútbol | 5 de noviembre | 10:00      | 100          | 2          | 0          |            |            |            |
| Puebla B            | 2 - 2      | Irapuato          | Club Alpha 3                         | 5 de noviembre | 11:00      | 100          | 3          | 1          |            |            |            |

| Jornada 15        | Jornada 15                                                                                              | Jornada 15          | Jornada 15                       | Jornada 15      | Jornada 15 | Jornada 15   | Jornada 15 | Jornada 15 | Jornada 15 | Jornada 15 | Jornada 15 |
| Grupo A           | Grupo A                                                                                                 | Grupo A             | Grupo A                          | Grupo A         | Grupo A    | Grupo A      | Grupo A    | Grupo A    | Grupo A    | Grupo A    | Grupo A    |
| Local             | Resultado                                                                                               | Visitante           | Estadio                          | Fecha           | Hora       | Espectadores | Amonestado | Expulsado  |            |            |            |
| ----------------- | --- | ------------------- | -------------------------------- | --------------- | ---------- | ------------ | ---------- | ---------- | ---------- | ---------- | ---------- |
| León B            | 1 - 2                                                                                                   | Tijuana B           | Casa Club León                   | 10 de noviembre | 10:00      | 100          | 6          | 0          |            |            |            |
| Monterrey B       | 2 - 1                                                                                                   | Santos Laguna B     | El Barrial                       | 10 de noviembre | 17:00      | 100          | 6          | 0          |            |            |            |
| Tecos F.C.        | 0 - 2                                                                                                   | Guadalajara B       | Tres de Marzo                    | 10 de noviembre | 19:00      | 300          | 3          | 0          |            |            |            |
| Deportivo Tepic   | 1 - 1                                                                                                   | Tigres UANL B       | Arena Cora                       | 10 de noviembre | 20:00      | 3 257        | 3          | 0          |            |            |            |
| Morelia B         | 1 - 1                                                                                                   | Necaxa B            | Cancha Anexa Morelos             | 11 de noviembre | 10:00      | 100          | 4          | 2          |            |            |            |
| Loros de Colima   | 5 - 0                                                                                                   | Durango             | Olímpico Universitario de Colima | 11 de noviembre | 16:00      | 2 000        | 4          | 0          |            |            |            |
| Club Tepatitlán   | 4 - 0                                                                                                   | Pacific F.C.        | Gregorio "Tepa" Gómez            | 11 de noviembre | 17:00      | 1 000        | 0          | 0          |            |            |            |
| Gavilanes         | 2 - 3                                                                                                   | Dorados UACH        | La Ola                           | 11 de noviembre | 17:00      | 3 500        | 7          | 0          |            |            |            |
| Atlético Reynosa  | 2 - 1                                                                                                   | Atlas B             | Reynosa                          | 11 de noviembre | 19:00      | 800          | 2          | 0          |            |            |            |
| Grupo B           | |                     |                                  |                 |            |              |            |            |            |            |            |
| Local             | Resultado                                                                                               | Visitante           | Estadio                          | Fecha           | Hora       | Espectadores | Amonestado | Expulsado  |            |            |            |
| UNAM B            | 2 - 2                                                                                                   | Cruz Azul B         | La Cantera                       | 10 de noviembre | 10:00      | 100          | 6          | 0          |            |            |            |
| Lobos BUAP B      | 0 - 0                                                                                                   | Pioneros            | Olímpico de la BUAP              | 10 de noviembre | 10:00      | 100          | 3          | 0          |            |            |            |
| Veracruz B        | 1 - 1                                                                                                   | La Piedad           | CAR Veracruz                     | 10 de noviembre | 11:00      | 50           | 4          | 0          |            |            |            |
| Querétaro B       | 3 - 3                                                                                                   | Sporting Canamy     | La Corregidora                   | 10 de noviembre | 12:00      | 50           | 4          | 0          |            |            |            |
| Puebla B          | 1 - 2                                                                                                   | América B           | Club Alpha 3                     | 10 de noviembre | 12:00      | 100          | 6          | 1          |            |            |            |
| Toluca B          | 1 - 1                                                                                                   | Real Zamora         | Instalaciones de Metepec         | 11 de noviembre | 10:00      | 100          | 1          | 0          |            |            |            |
| Inter Playa       | 0 - 0                                                                                                   | Halcones de Morelos | Mario Villanueva Madrid          | 11 de noviembre | 19:00      | 500          | 5          | 2          |            |            |            |
| Cruz Azul Hidalgo | 1 - 0 (enlace roto disponible en Internet Archive; véase el historial, la primera versión y la última). | Pachuca B           | 10 de diciembre                  | 10 de noviembre | 12:00      | 50           | 3          | 0          |            |            |            |
| Irapuato          | 2 - 1                                                                                                   | Tuxtla F.C.         | Sergio León Chávez               | 13 de noviembre | 17:00      | 450          | 1          | 0          |            |            |            |

| Jornada 16          | Jornada 16 | Jornada 16        | Jornada 16                           | Jornada 16      | Jornada 16 | Jornada 16   | Jornada 16 | Jornada 16 | Jornada 16 | Jornada 16 | Jornada 16 |
| Grupo A             | Grupo A    | Grupo A           | Grupo A                              | Grupo A         | Grupo A    | Grupo A      | Grupo A    | Grupo A    | Grupo A    | Grupo A    | Grupo A    |
| Local               | Resultado  | Visitante         | Estadio                              | Fecha           | Hora       | Espectadores | Amonestado | Expulsado  |            |            |            |
| ------------------- | ---------- | ----------------- | ------------------------------------ | --------------- | ---------- | ------------ | ---------- | ---------- | ---------- | ---------- | ---------- |
| Tijuana B           | 1 - 2      | Atlético Reynosa  | Caliente                             | 17 de noviembre | 10:00      | 100          | 1          | 0          |            |            |            |
| Guadalajara B       | 0 - 1      | León B            | Verde Valle                          | 17 de noviembre | 16:00      | 50           | 5          | 0          |            |            |            |
| Dorados UACH        | 0 - 0      | Club Tepatitlán   | Olímpico Universitario               | 17 de noviembre | 19:30      | 300          | 2          | 0          |            |            |            |
| Durango             | 1 - 2      | Tecos F.C.        | Francisco Zarco                      | 17 de noviembre | 20:30      | 150          | 1          | 0          |            |            |            |
| Morelia B           | 1 - 1      | Santos Laguna B   | Cancha Anexa Morelos                 | 18 de noviembre | 10:00      | 100          | 4          | 0          |            |            |            |
| Tigres UANL B       | 0 - 1      | Monterrey B       | Instalaciones de Zuazua              | 18 de noviembre | 11:00      | 150          | 3          | 1          |            |            |            |
| Atlas B             | 2 - 2      | Gavilanes         | Atlas Colomos                        | 18 de noviembre | 11:30      | 200          | 3          | 0          |            |            |            |
| Pacific F.C.        | 0 - 4      | Deportivo Tepic   | Centenario                           | 18 de noviembre | 20:00      | 100          | 4          | 0          |            |            |            |
| Necaxa B            | 0 - 2      | Loros de Colima   | Victoria                             | 19 de noviembre | 11:00      | 100          | 3          | 0          |            |            |            |
| Grupo B             |            |                   |                                      |                 |            |              |            |            |            |            |            |
| Local               | Resultado  | Visitante         | Estadio                              | Fecha           | Hora       | Espectadores | Amonestado | Expulsado  |            |            |            |
| Pachuca B           | 1 - 2      | Veracruz B        | Instalaciones Universidad del Fútbol | 17 de noviembre | 12:00      | 100          | 6          | 0          |            |            |            |
| Cruz Azul B         | 0 - 1      | Puebla B          | 10 de diciembre                      | 18 de noviembre | 11:00      | 100          | 2          | 0          |            |            |            |
| Tuxtla F.C.         | 2 - 1      | Cruz Azul Hidalgo | Víctor Manuel Reyna                  | 18 de noviembre | 16:00      | 700          | 7          | 0          |            |            |            |
| Real Zamora         | 3 - 2      | Lobos BUAP B      | Zamora                               | 18 de noviembre | 16:00      | 300          | 2          | 2          |            |            |            |
| Halcones de Morelos | 2 - 2      | Toluca B          | Centenario                           | 18 de noviembre | 16:00      | 150          | 2          | 0          |            |            |            |
| Pioneros            | 0 - 0      | Querétaro B       | Andrés Quintana Roo                  | 18 de noviembre | 18:00      | 1 000        | 3          | 0          |            |            |            |
| Sporting Canamy     | 1 - 0      | UNAM B            | Olímpico de la U.D. del IMSS         | 18 de noviembre | 18:00      | 50           | 3          | 1          |            |            |            |
| Irapuato            | 1 - 1      | América B         | Sergio León Chávez                   | 19 de noviembre | 16:00      | 800          | 0          | 0          |            |            |            |
| La Piedad           | 2 - 2      | Inter Playa       | Juan Nepomuceno López                | 20 de noviembre | 17:00      | 3 000        | 4          | 1          |            |            |            |

| Jornada 17        | Jornada 17 | Jornada 17          | Jornada 17                       | Jornada 17      | Jornada 17 | Jornada 17   | Jornada 17 | Jornada 17 | Jornada 17 | Jornada 17 | Jornada 17 |
| Grupo A           | Grupo A    | Grupo A             | Grupo A                          | Grupo A         | Grupo A    | Grupo A      | Grupo A    | Grupo A    | Grupo A    | Grupo A    | Grupo A    |
| Local             | Resultado  | Visitante           | Estadio                          | Fecha           | Hora       | Espectadores | Amonestado | Expulsado  |            |            |            |
| ----------------- | ---------- | ------------------- | -------------------------------- | --------------- | ---------- | ------------ | ---------- | ---------- | ---------- | ---------- | ---------- |
| León B            | 4 - 0      | Durango             | Casa Club León                   | 24 de noviembre | 10:00      | 100          | 2          | 0          |            |            |            |
| Monterrey B       | 1 - 0      | Pacific F.C.        | El Barrial                       | 24 de noviembre | 17:00      | 50           | 5          | 0          |            |            |            |
| Tecos Fútbol Club | 1 - 1      | Necaxa B            | Tres de Marzo                    | 24 de noviembre | 19:00      | 100          | 2          | 0          |            |            |            |
| Deportivo Tepic   | 0 - 0      | Dorados UACH        | Arena Cora                       | 24 de noviembre | 20:00      | 1 400        | 0          | 0          |            |            |            |
| Santos Laguna B   | 1 - 4      | Tigres UANL B       | TSM Cancha Alterna               | 25 de noviembre | 11:00      | 50           | 1          | 0          |            |            |            |
| Loros de Colima   | 1 - 1      | Morelia B           | Olímpico Universitario de Colima | 25 de noviembre | 16:00      | 500          | 6          | 0          |            |            |            |
| Club Tepatitlán   | 2 - 0      | Atlas B             | Gregorio "Tepa" Gómez            | 25 de noviembre | 17:00      | 1 500        | 1          | 1          |            |            |            |
| Gavilanes         | 1 - 0      | Tijuana B           | La Ola                           | 25 de noviembre | 17:00      | 3 500        | 1          | 1          |            |            |            |
| Atlético Reynosa  | 0 - 1      | Guadalajara B       | Reynosa                          | 25 de noviembre | 19:00      | 500          | 1          | 0          |            |            |            |
| Grupo B           |            |                     |                                  |                 |            |              |            |            |            |            |            |
| Local             | Resultado  | Visitante           | Estadio                          | Fecha           | Hora       | Espectadores | Amonestado | Expulsado  |            |            |            |
| América B         | 3 - 1      | Cruz Azul B         | Inst. Club América Cancha No. 2  | 24 de noviembre | 10:00      | 250          | 3          | 0          |            |            |            |
| UNAM B            | 4 - 2      | Pioneros            | La Cantera                       | 24 de noviembre | 10:00      | 200          | 4          | 1          |            |            |            |
| Lobos BUAP B      | 1 - 1      | Halcones de Morelos | Olímpico de la BUAP              | 24 de noviembre | 10:00      | 100          | 4          | 1          |            |            |            |
| Veracruz B        | 0 - 1      | Tuxtla F.C.         | CAR Veracruz                     | 24 de noviembre | 11:00      | 300          | 2          | 1          |            |            |            |
| Querétaro B       | 1 - 1      | Real Zamora         | La Corregidora                   | 24 de noviembre | 12:00      | 150          | 3          | 1          |            |            |            |
| Puebla B          | 1 - 0      | Sporting Canamy     | Club Alpha 3                     | 24 de noviembre | 12:00      | 100          | 1          | 0          |            |            |            |
| Toluca B          | 0 - 0      | La Piedad           | Instalaciones de Metepec         | 25 de noviembre | 10:00      | 100          | 2          | 0          |            |            |            |
| Inter Playa       | 1 - 1      | Pachuca B           | Mario Villanueva Madrid          | 25 de noviembre | 19:00      | 800          | 6          | 0          |            |            |            |
| Cruz Azul Hidalgo | 1 - 0      | Irapuato            | 10 de diciembre                  | 24 de noviembre | 12:00      | 100          | 2          | 1          |            |            |            |

## Tabla General de Clasificación
| Pos. | Equipo              | Pts. | PJ | G  | E | P  | GF | GC | Dif. | Clasificación        |
| ---- | ------------------- | ---- | -- | -- | - | -- | -- | -- | ---- | -------------------- |
| 1    | Loros de Colima     | 44   | 17 | 13 | 2 | 2  | 41 | 15 | +26  | Liguilla de ascenso  |
| 2    | Club Tepatitlán     | 38   | 17 | 11 | 4 | 2  | 36 | 15 | +21  | Liguilla de ascenso  |
| 3    | La Piedad           | 37   | 17 | 10 | 3 | 4  | 32 | 21 | +11  | Liguilla de ascenso  |
| 4    | UNAM "B"            | 35   | 17 | 10 | 4 | 3  | 29 | 21 | +8   | Liguilla de filiales |
| 5    | Irapuato            | 33   | 17 | 9  | 4 | 4  | 37 | 20 | +17  | Liguilla de ascenso  |
| 6    | Tigres UANL "B"     | 32   | 17 | 8  | 5 | 4  | 22 | 15 | +7   | Liguilla de filiales |
| 7    | Tijuana "B"         | 30   | 17 | 9  | 2 | 6  | 30 | 29 | +1   | Liguilla de filiales |
| 8    | Morelia "B"         | 29   | 17 | 7  | 7 | 3  | 28 | 17 | +11  | Liguilla de filiales |
| 9    | Veracruz "B"        | 29   | 17 | 7  | 6 | 4  | 22 | 16 | +6   | Liguilla de filiales |
| 10   | Guadalajara "B"     | 29   | 17 | 8  | 4 | 5  | 20 | 16 | +4   | Liguilla de filiales |
| 11   | Tuxtla F. C.        | 29   | 17 | 9  | 1 | 7  | 26 | 23 | +3   | Liguilla de ascenso  |
| 12   | Toluca "B"          | 28   | 17 | 6  | 8 | 3  | 23 | 17 | +6   | Liguilla de filiales |
| 13   | Inter Playa         | 28   | 17 | 7  | 5 | 5  | 28 | 23 | +5   | Liguilla de ascenso  |
| 14   | Pioneros de Cancún  | 28   | 17 | 8  | 3 | 6  | 24 | 21 | +3   |                      |
| 15   | Monterrey "B"       | 27   | 17 | 7  | 4 | 6  | 29 | 23 | +6   |                      |
| 16   | Santos Laguna "B"   | 27   | 17 | 6  | 5 | 6  | 27 | 28 | −1   |                      |
| 17   | América "B"         | 26   | 17 | 7  | 4 | 6  | 29 | 25 | +4   | Liguilla de filiales |
| 18   | Deportivo Tepic     | 26   | 17 | 5  | 7 | 5  | 23 | 19 | +4   | Liguilla de ascenso  |
| 19   | Dorados UACH        | 26   | 17 | 6  | 8 | 3  | 19 | 15 | +4   | Liguilla de ascenso  |
| 20   | León "B"            | 26   | 17 | 6  | 5 | 6  | 24 | 24 | 0    |                      |
| 21   | Gavilanes F. C.     | 25   | 17 | 6  | 5 | 6  | 25 | 26 | −1   |                      |
| 22   | Cruz Azul Hidalgo   | 24   | 17 | 7  | 3 | 7  | 23 | 19 | +4   |                      |
| 23   | Querétaro "B"       | 24   | 17 | 5  | 7 | 5  | 24 | 23 | +1   |                      |
| 24   | Real Zamora         | 22   | 17 | 5  | 6 | 6  | 23 | 29 | −6   |                      |
| 25   | Puebla "B"          | 21   | 17 | 3  | 7 | 7  | 22 | 30 | −8   |                      |
| 26   | Atlético Reynosa    | 21   | 17 | 6  | 3 | 8  | 18 | 26 | −8   |                      |
| 27   | Lobos BUAP "B"      | 20   | 17 | 5  | 5 | 7  | 19 | 23 | −4   |                      |
| 28   | Halcones de Morelos | 19   | 17 | 4  | 6 | 7  | 22 | 33 | −11  |                      |
| 29   | Cruz Azul "B"       | 18   | 17 | 4  | 4 | 9  | 29 | 40 | −11  |                      |
| 30   | Tecos F. C.         | 17   | 17 | 4  | 5 | 8  | 19 | 28 | −9   |                      |
| 31   | Necaxa "B"          | 15   | 17 | 3  | 5 | 9  | 16 | 28 | −12  |                      |
| 32   | Atlas "B"           | 13   | 17 | 2  | 7 | 8  | 17 | 24 | −7   |                      |
| 33   | Sporting Canamy     | 13   | 17 | 3  | 3 | 11 | 21 | 37 | −16  |                      |
| 34   | Pachuca "B"         | 11   | 17 | 2  | 5 | 10 | 14 | 29 | −15  |                      |
| 35   | Pacific F. C.       | 11   | 17 | 3  | 1 | 13 | 16 | 33 | −17  |                      |
| 36   | Durango             | 11   | 17 | 3  | 1 | 13 | 12 | 41 | −29  |                      |

 Fuente: SoccerWay

## Tabla Clasificación Por Grupos

### Grupo 1
| Pos. | Equipo            | Pts. | PJ | G  | E | P  | GF | GC | Dif. | Clasificación        |
| ---- | ----------------- | ---- | -- | -- | - | -- | -- | -- | ---- | -------------------- |
| 1    | Loros de Colima   | 44   | 17 | 13 | 2 | 2  | 41 | 15 | +26  | Liguilla de ascenso  |
| 2    | Club Tepatitlán   | 38   | 17 | 11 | 4 | 2  | 36 | 15 | +21  | Liguilla de ascenso  |
| 3    | Tigres UANL "B"   | 32   | 17 | 8  | 5 | 4  | 22 | 15 | +7   | Liguilla de filiales |
| 4    | Tijuana "B"       | 30   | 17 | 9  | 2 | 6  | 30 | 29 | +1   | Liguilla de filiales |
| 5    | Morelia "B"       | 29   | 17 | 7  | 7 | 3  | 28 | 17 | +11  | Liguilla de filiales |
| 6    | Guadalajara "B"   | 29   | 17 | 8  | 4 | 5  | 20 | 16 | +4   | Liguilla de filiales |
| 7    | Monterrey "B"     | 27   | 17 | 7  | 4 | 6  | 29 | 23 | +6   |                      |
| 8    | Santos Laguna "B" | 27   | 17 | 6  | 5 | 6  | 27 | 28 | −1   |                      |
| 9    | Deportivo Tepic   | 26   | 17 | 5  | 7 | 5  | 23 | 19 | +4   | Liguilla de ascenso  |
| 10   | Dorados UACH      | 26   | 17 | 6  | 8 | 3  | 19 | 15 | +4   | Liguilla de ascenso  |
| 11   | León "B"          | 26   | 17 | 6  | 5 | 6  | 24 | 24 | 0    |                      |
| 12   | Gavilanes F. C.   | 25   | 17 | 6  | 5 | 6  | 25 | 26 | −1   |                      |
| 13   | Atlético Reynosa  | 21   | 17 | 6  | 3 | 8  | 18 | 26 | −8   |                      |
| 14   | Tecos F. C.       | 17   | 17 | 4  | 5 | 8  | 19 | 28 | −9   |                      |
| 15   | Necaxa "B"        | 15   | 17 | 3  | 5 | 9  | 16 | 28 | −12  |                      |
| 16   | Atlas "B"         | 13   | 17 | 2  | 7 | 8  | 17 | 24 | −7   |                      |
| 17   | Pacific F. C.     | 11   | 17 | 3  | 1 | 13 | 16 | 33 | −17  |                      |
| 18   | Durango           | 11   | 17 | 3  | 1 | 13 | 12 | 41 | −29  |                      |

 Fuente: SoccerWay

### Grupo 2
| Pos. | Equipo              | Pts. | PJ | G  | E | P  | GF | GC | Dif. | Clasificación        |
| ---- | ------------------- | ---- | -- | -- | - | -- | -- | -- | ---- | -------------------- |
| 1    | La Piedad           | 37   | 17 | 10 | 3 | 4  | 32 | 21 | +11  | Liguilla de ascenso  |
| 2    | UNAM "B"            | 35   | 17 | 10 | 4 | 3  | 29 | 21 | +8   | Liguilla de filiales |
| 3    | Irapuato            | 33   | 17 | 9  | 4 | 4  | 37 | 20 | +17  | Liguilla de ascenso  |
| 4    | Veracruz "B"        | 29   | 17 | 7  | 6 | 4  | 22 | 16 | +6   | Liguilla de filiales |
| 5    | Tuxtla F. C.        | 29   | 17 | 9  | 1 | 7  | 26 | 23 | +3   | Liguilla de ascenso  |
| 6    | Toluca "B"          | 28   | 17 | 6  | 8 | 3  | 23 | 17 | +6   | Liguilla de filiales |
| 7    | Inter Playa         | 28   | 17 | 7  | 5 | 5  | 28 | 23 | +5   | Liguilla de ascenso  |
| 8    | Pioneros de Cancún  | 28   | 17 | 8  | 3 | 6  | 24 | 21 | +3   |                      |
| 9    | América "B"         | 26   | 17 | 7  | 4 | 6  | 29 | 25 | +4   | Liguilla de filiales |
| 10   | Cruz Azul Hidalgo   | 24   | 17 | 7  | 3 | 7  | 23 | 19 | +4   |                      |
| 11   | Querétaro "B"       | 24   | 17 | 5  | 7 | 5  | 24 | 23 | +1   |                      |
| 12   | Real Zamora         | 22   | 17 | 5  | 6 | 6  | 23 | 29 | −6   |                      |
| 13   | Puebla "B"          | 21   | 17 | 3  | 7 | 7  | 22 | 30 | −8   |                      |
| 14   | Lobos BUAP "B"      | 20   | 17 | 5  | 5 | 7  | 19 | 23 | −4   |                      |
| 15   | Halcones de Morelos | 19   | 17 | 4  | 6 | 7  | 22 | 33 | −11  |                      |
| 16   | Cruz Azul "B"       | 18   | 17 | 4  | 4 | 9  | 29 | 40 | −11  |                      |
| 17   | Sporting Canamy     | 13   | 17 | 3  | 3 | 11 | 21 | 37 | −16  |                      |
| 18   | Pachuca "B"         | 11   | 17 | 2  | 5 | 10 | 14 | 29 | −15  |                      |

 Fuente: SoccerWay

## Tabla de Cocientes
- Datos según la página oficial (enlace roto disponible en Internet Archive; véase el historial, la primera versión y la última)..

| Posición | Equipo              | Puntos | Juegos | Cociente |
| -------- | ------------------- | ------ | ------ | -------- |
| 1        | Loros de Colima     | 44     | 17     | 2.588    |
| 2        | Club Tepatitlán     | 38     | 17     | 2.235    |
| 3        | La Piedad           | 37     | 17     | 2.176    |
| 4        | UNAM "B"            | 35     | 17     | 2.059    |
| 5        | Irapuato            | 33     | 17     | 1.941    |
| 6        | Tigres UANL "B"     | 32     | 17     | 1.882    |
| 7        | Tijuana "B"         | 30     | 17     | 1.765    |
| 8        | Morelia "B"         | 29     | 17     | 1.706    |
| 9        | Veracruz "B"        | 29     | 17     | 1.706    |
| 10       | Guadalajara "B"     | 29     | 17     | 1.706    |
| 11       | Tuxtla F.C.         | 29     | 17     | 1.706    |
| 12       | Toluca "B"          | 28     | 17     | 1.647    |
| 13       | Inter Playa         | 28     | 17     | 1.647    |
| 14       | Pioneros            | 28     | 17     | 1.647    |
| 15       | Monterrey "B"       | 27     | 17     | 1.588    |
| 16       | Santos Laguna "B"   | 27     | 17     | 1.588    |
| 17       | América "B"         | 26     | 17     | 1.529    |
| 18       | Deportivo Tepic     | 26     | 17     | 1.529    |
| 19       | Dorados UACH        | 26     | 17     | 1.529    |
| 20       | León "B"            | 26     | 17     | 1.529    |
| 21       | Gavilanes           | 25     | 17     | 1.471    |
| 22       | Cruz Azul Hidalgo   | 24     | 17     | 1.412    |
| 23       | Querétaro "B"       | 24     | 17     | 1.412    |
| 24       | Real Zamora         | 22     | 17     | 1.294    |
| 25       | Puebla "B"          | 21     | 17     | 1.235    |
| 26       | Atlético Reynosa    | 21     | 17     | 1.235    |
| 27       | Lobos BUAP "B"      | 20     | 17     | 1.176    |
| 28       | Halcones de Morelos | 19     | 17     | 1.118    |
| 29       | Cruz Azul "B"       | 18     | 17     | 1.059    |
| 30       | Tecos F.C.          | 17     | 17     | 1.000    |
| 31       | Necaxa "B"          | 16     | 17     | 0.941    |
| 32       | Atlas "B"           | 13     | 17     | 0.765    |
| 33       | Sporting Canamy     | 13     | 17     | 0.765    |
| 34       | Pachuca "B"         | 11     | 17     | 0.647    |
| 35       | Pacific F.C.        | 11     | 17     | 0.647    |
| 36       | Alacranes           | 11     | 17     | 0.647    |

     Descienden a la Serie B.

## Liguilla

### Liguilla de Ascenso
|  | Cuartos de final                                       | Cuartos de final                                       | Cuartos de final                                       |   |                  | Semifinales                                           | Semifinales                                           | Semifinales                                           |  |  | Final                                          | Final                                          | Final                                          |
|  | 29 y 30 de noviembre (ida) 2 y 3 de diciembre (vuelta) | 29 y 30 de noviembre (ida) 2 y 3 de diciembre (vuelta) | 29 y 30 de noviembre (ida) 2 y 3 de diciembre (vuelta) |   |                  | 6 y 7 de diciembre (ida) 9 y 10 de diciembre (vuelta) | 6 y 7 de diciembre (ida) 9 y 10 de diciembre (vuelta) | 6 y 7 de diciembre (ida) 9 y 10 de diciembre (vuelta) |  |  | 13 de diciembre (ida) 16 de diciembre (vuelta) | 13 de diciembre (ida) 16 de diciembre (vuelta) | 13 de diciembre (ida) 16 de diciembre (vuelta) |
|  |                                                        |                                                        |                                                        |   |                  |                                                       |                                                       |                                                       |  |  |                                                |                                                |                                                |
|  | Loros de Colima                                        | 3                                                      | 3                                                      |   |                  |                                                       |                                                       |                                                       |  |  |                                                |                                                |                                                |
|  | Dorados UACH                                           | 0                                                      | 0                                                      |   |                  |                                                       |                                                       |                                                       |  |  |                                                |                                                |                                                |
|  | Dorados UACH                                           | 0                                                      | 0                                                      |   | Loros de Colima  | 1                                                     | 1                                                     |                                                       |  |  |                                                |                                                |                                                |
|  |                                                        |                                                        |                                                        |   | Loros de Colima  | 1                                                     | 1                                                     |                                                       |  |  |                                                |                                                |                                                |
|  |                                                        | Irapuato                                               | 2                                                      | 1 |                  |                                                       |                                                       |                                                       |  |  |                                                |                                                |                                                |
|  | Irapuato                                               | Irapuato                                               | 2                                                      | 1 | 0                | 3                                                     |                                                       |                                                       |  |  |                                                |                                                |                                                |
|  | Irapuato                                               |                                                        |                                                        |   | 0                | 3                                                     |                                                       |                                                       |  |  |                                                |                                                |                                                |
|  | Tuxtla F.C.                                            | 1                                                      | 0                                                      |   |                  |                                                       |                                                       |                                                       |  |  |                                                |                                                |                                                |
|  |                                                        |                                                        |                                                        |   |                  |                                                       |                                                       |                                                       |  |  | Irapuato                                       | 1                                              | 1 (3)                                          |
|  |                                                        |                                                        | Club Tepatitlán (p.)                                   | 0 | 2 (5)            |                                                       |                                                       |                                                       |  |  |                                                |                                                |                                                |
|  | Club Tepatitlán                                        | 0                                                      | 4                                                      |   |                  |                                                       |                                                       |                                                       |  |  |                                                |                                                |                                                |
|  | Deportivo Tepic                                        | 0                                                      | 0                                                      |   |                  |                                                       |                                                       |                                                       |  |  |                                                |                                                |                                                |
|  | Deportivo Tepic                                        | 0                                                      | 0                                                      |   | Club Tepatitlán* | 0                                                     | 0                                                     |                                                       |  |  |                                                |                                                |                                                |
|  |                                                        |                                                        |                                                        |   | Club Tepatitlán* | 0                                                     | 0                                                     |                                                       |  |  |                                                |                                                |                                                |
|  |                                                        | La Piedad                                              | 0                                                      | 0 |                  |                                                       |                                                       |                                                       |  |  |                                                |                                                |                                                |
|  | La Piedad                                              | La Piedad                                              | 0                                                      | 0 | 1                | 2                                                     |                                                       |                                                       |  |  |                                                |                                                |                                                |
|  | La Piedad                                              |                                                        |                                                        |   | 1                | 2                                                     |                                                       |                                                       |  |  |                                                |                                                |                                                |
|  | Inter Playa                                            | 2                                                      | 0                                                      |   |                  |                                                       |                                                       |                                                       |  |  |                                                |                                                |                                                |

- Campeón clasifica a la final de ascenso.
- Califican por su posición en la tabla (*)

#### Cuartos de final
| 29 de noviembre, 15:00 | Tuxtla F.C.  | 1:0 (0:0) | Irapuato | Estadio Víctor Manuel Reyna, Tuxtla Gutiérrez                   |                                                                 |
|                        | C. Ramos 71' | Reporte   |          | Asistencia: 3 000 espectadores Árbitro(s): Arturo Isai González | Asistencia: 3 000 espectadores Árbitro(s): Arturo Isai González |

| 2 de diciembre, 19:00                            | Irapuato                                             | 3:0 (0:0) | Tuxtla F.C. | Estadio Sergio León Chávez, Irapuato                       |                                                            |
|                                                  | G. Martínez 50' · J. Valdivia 51' · J.L. Estrada 88' | Reporte   |             | Asistencia: 850 espectadores Árbitro(s): Jesús Roberto Rui | Asistencia: 850 espectadores Árbitro(s): Jesús Roberto Rui |
| Irapuato clasifica a las semifinales. Global 3-1 |                                                      |           |             |                                                            |                                                            |

| 29 de noviembre, 19:00 | Inter Playa               | 2:1 (0:1) | La Piedad     | Estadio Mario Villanueva Madrid, Playa del Carmen           |                                                             |
|                        | B. Tun 64' · S. Terán 71' | Reporte   | H. Guzmán 36' | Asistencia: 2 500 espectadores Árbitro(s): Arturo Alcantara | Asistencia: 2 500 espectadores Árbitro(s): Arturo Alcantara |

| 2 de diciembre, 20:00                      | La Piedad                       | 2:0 (1:0) | Inter Playa | Estadio Juan Nepomuceno López, La Piedad                         |                                                                  |
|                                            | J. Salas 27' · D. Hernández 85' | Reporte   |             | Asistencia: 7 000 espectadores Árbitro(s): Alan Enrique Martínez | Asistencia: 7 000 espectadores Árbitro(s): Alan Enrique Martínez |
| La Piedad avanza a semifinales. Global 3-2 |                                 |           |             |                                                                  |                                                                  |

| 29 de noviembre, 20:00 | Dorados UACH | 0:3(0:3) | Loros de Colima                           | Estadio Olímpico de la UACH, Chihuahua                |                                                       |
|                        |              | Reporte  | R. Valdéz 1' · V. Mañón 16' · A. Nuño 34' | Asistencia: 836 espectadores Árbitro(s): Juan Canales | Asistencia: 836 espectadores Árbitro(s): Juan Canales |

| 2 de diciembre, 16:00                            | Loros de Colima                              | 3:0 (1:0) | Dorados UACH | Estadio Olímpico Universitario de Colima, Colima       |                                                        |
|                                                  | A. Valdéz 21' · A. Nuño 75' · O. Estrada 78' | Reporte   |              | Asistencia: 2 500 espectadores Árbitro(s): Jesús López | Asistencia: 2 500 espectadores Árbitro(s): Jesús López |
| Loros de Colima avanza a semifinales. Global 6-0 |                                              |           |              |                                                        |                                                        |

| 30 de noviembre, 20:30 | Deportivo Tepic | 0:0     | Club Tepatitlán | Estadio Nicolás Álvarez Ortega, Tepic                   |                                                         |
|                        |                 | Reporte |                 | Asistencia: 3 974 espectadores Árbitro(s): Oziel Mendez | Asistencia: 3 974 espectadores Árbitro(s): Oziel Mendez |

| 3 de diciembre, 16:00                            | Club Tepatitlán                                                    | 4:0 (1:0) | Deportivo Tepic | Estadio Tepa Gómez, Tepatitlán de Morelos                 |                                                           |
|                                                  | L. Rodríguez 15' · M. Ramos 50' · R. Reynoso 77' · D. Aguiñaga 81' | Reporte   |                 | Asistencia: 3 500 espectadores Árbitro(s): Antonio Olalde | Asistencia: 3 500 espectadores Árbitro(s): Antonio Olalde |
| Club Tepatitlán avanza a semifinales. Global 4-0 |                                                                    |           |                 |                                                           |                                                           |

#### Semifinales
| 6 de diciembre, 20:00 | Irapuato                        | 2:1 (2:1) | Loros de Colima | Estadio Sergio León Chávez, Irapuato                         |                                                              |
|                       | O. Montero 1' · G. Martínez 44' | Reporte   | A. Monzonis 30' | Asistencia: 2 200 espectadores Árbitro(s): Guillermo Pacheco | Asistencia: 2 200 espectadores Árbitro(s): Guillermo Pacheco |

| 9 de diciembre, 16:00                                  | Loros de Colima | 1:1 (0:0) | Irapuato        | Estadio Olímpico Universitario de Colima, Colima              |                                                               |
|                                                        | A. Monzonis 50' | Reporte   | J. Valdivia 67' | Asistencia: 5 000 espectadores Árbitro(s): Luis Daniel Chávez | Asistencia: 5 000 espectadores Árbitro(s): Luis Daniel Chávez |
| Con Marcador Global de 3-2 Irapuato Avanza a la Final. |                 |           |                 |                                                               |                                                               |

| 7 de diciembre, 20:00 | La Piedad | 0:0 (0:0) | Club Tepatitlán | Estadio Juan Nepomuceno López, La Piedad                        |                                                                 |
|                       |           | Reporte   |                 | Asistencia: 7 000 espectadores Árbitro(s): Arturo Isai González | Asistencia: 7 000 espectadores Árbitro(s): Arturo Isai González |

| 10 de diciembre, 16:00                                                                                | Club Tepatitlán | 0:0 (0:0) | La Piedad | Estadio Tepa Gómez, Tepatitlán de Morelos                                  |                                                                            |
| |                 | Reporte   |           | Asistencia: 6 000 espectadores Árbitro(s): Antonio de Jesús Vázquez Olalde | Asistencia: 6 000 espectadores Árbitro(s): Antonio de Jesús Vázquez Olalde |
| A pesar del marcador global 0-0, Club Tepatitlán avanza a la Final por su mejor posición en la tabla. |                 |           |           |                                                                            |                                                                            |

#### Final

##### Final - Ida
| 1     | POR   | Nemer Lajud          |     |
| 4     | DEF   | Usbaldo Silva        |     |
| 15    | DEF   | José Luis Estrada    |     |
| 35    | DEF   | Duvier Díaz          |     |
| 8     | MED   | Óscar Montero        | 86' |
| 10    | MED   | Jonathan Valdivia    |     |
| 11    | MED   | Jorge Luis Almaguer  |     |
| 17    | MED   | José Manuel Estrada  |     |
| 23    | MED   | Arturo Moreno        |     |
| 7     | DEL   | Luis Salvador Razo   | 89' |
| 9     | DEL   | Gerardo Martínez     |     |
| D. T. | D. T. | Luis Alberto Padilla |     |

| 12    | POR   | Alexis Montoya          |     |
| 3     | DEF   | Alan Josúe Soria        |     |
| 4     | DEF   | Daniel Aguiñaga         |     |
| 5     | DEF   | Francisco Javier Medina |     |
| 23    | DEF   | José Jesús Ruíz         |     |
| 6     | MED   | Román Reynoso           |     |
| 7     | MED   | Moisés Ramos            | 80' |
| 8     | MED   | Antonio Alberto Torres  | 70' |
| 10    | MED   | Luis Alfonso Rodríguez  |     |
| 14    | MED   | Salvador Ojeda          |     |
| 9     | DEL   | Juan Carlos López       | 84' |
| D. T. | D. T. | Enrique López Zarza     |     |

| 13 | Centrocampista | Christopher Vázquez | 86' |
| 14 | Delantero      | Ricardo Zacarías    | 89' |

| 11 | Centrocampista | Fabrizio Díaz  | 70' |
| 17 | Delantero      | Óscar Saavedra | 80' |
| 2  | Defensa        | Abraham Chávez | 84' |

| 75' | Luis Salvador Razo | 1:0 |

| 35' · 90' | L. Razo D. Díaz |

| Principal  | Jesús Roberto Ruiz   |
| Asistentes | Iván Martínez        |
|            | Leonardo Castillo    |
| Cuarto     | Oziel Mendez de Alba |

|                    |   |   |
| Tiros              | - | - |
| Tiros a puerta     | - | - |
| Faltas             | - | - |
| Saques de esquina  | - | - |
| Penaltis           | - | - |
| Fueras de juego    | - | - |
| Posesión del balón | % | % |

| Alineación inicial |

| 1     | POR   | Nemer Lajud          |     |
| 4     | DEF   | Usbaldo Silva        |     |
| 15    | DEF   | José Luis Estrada    |     |
| 35    | DEF   | Duvier Díaz          |     |
| 8     | MED   | Óscar Montero        | 86' |
| 10    | MED   | Jonathan Valdivia    |     |
| 11    | MED   | Jorge Luis Almaguer  |     |
| 17    | MED   | José Manuel Estrada  |     |
| 23    | MED   | Arturo Moreno        |     |
| 7     | DEL   | Luis Salvador Razo   | 89' |
| 9     | DEL   | Gerardo Martínez     |     |
| D. T. | D. T. | Luis Alberto Padilla |     |

| 12    | POR   | Alexis Montoya          |     |
| 3     | DEF   | Alan Josúe Soria        |     |
| 4     | DEF   | Daniel Aguiñaga         |     |
| 5     | DEF   | Francisco Javier Medina |     |
| 23    | DEF   | José Jesús Ruíz         |     |
| 6     | MED   | Román Reynoso           |     |
| 7     | MED   | Moisés Ramos            | 80' |
| 8     | MED   | Antonio Alberto Torres  | 70' |
| 10    | MED   | Luis Alfonso Rodríguez  |     |
| 14    | MED   | Salvador Ojeda          |     |
| 9     | DEL   | Juan Carlos López       | 84' |
| D. T. | D. T. | Enrique López Zarza     |     |

| 13 | Centrocampista | Christopher Vázquez | 86' |
| 14 | Delantero      | Ricardo Zacarías    | 89' |

| 11 | Centrocampista | Fabrizio Díaz  | 70' |
| 17 | Delantero      | Óscar Saavedra | 80' |
| 2  | Defensa        | Abraham Chávez | 84' |

| 75' | Luis Salvador Razo | 1:0 |

| 35' · 90' | L. Razo D. Díaz |

| Principal  | Jesús Roberto Ruiz   |
| Asistentes | Iván Martínez        |
|            | Leonardo Castillo    |
| Cuarto     | Oziel Mendez de Alba |

|                    |   |   |
| Tiros              | - | - |
| Tiros a puerta     | - | - |
| Faltas             | - | - |
| Saques de esquina  | - | - |
| Penaltis           | - | - |
| Fueras de juego    | - | - |
| Posesión del balón | % | % |

| Alineación inicial |

| 1     | POR   | Nemer Lajud          |     |
| 4     | DEF   | Usbaldo Silva        |     |
| 15    | DEF   | José Luis Estrada    |     |
| 35    | DEF   | Duvier Díaz          |     |
| 8     | MED   | Óscar Montero        | 86' |
| 10    | MED   | Jonathan Valdivia    |     |
| 11    | MED   | Jorge Luis Almaguer  |     |
| 17    | MED   | José Manuel Estrada  |     |
| 23    | MED   | Arturo Moreno        |     |
| 7     | DEL   | Luis Salvador Razo   | 89' |
| 9     | DEL   | Gerardo Martínez     |     |
| D. T. | D. T. | Luis Alberto Padilla |     |

| 12    | POR   | Alexis Montoya          |     |
| 3     | DEF   | Alan Josúe Soria        |     |
| 4     | DEF   | Daniel Aguiñaga         |     |
| 5     | DEF   | Francisco Javier Medina |     |
| 23    | DEF   | José Jesús Ruíz         |     |
| 6     | MED   | Román Reynoso           |     |
| 7     | MED   | Moisés Ramos            | 80' |
| 8     | MED   | Antonio Alberto Torres  | 70' |
| 10    | MED   | Luis Alfonso Rodríguez  |     |
| 14    | MED   | Salvador Ojeda          |     |
| 9     | DEL   | Juan Carlos López       | 84' |
| D. T. | D. T. | Enrique López Zarza     |     |

| 13 | Centrocampista | Christopher Vázquez | 86' |
| 14 | Delantero      | Ricardo Zacarías    | 89' |

| 11 | Centrocampista | Fabrizio Díaz  | 70' |
| 17 | Delantero      | Óscar Saavedra | 80' |
| 2  | Defensa        | Abraham Chávez | 84' |

| 75' | Luis Salvador Razo | 1:0 |

| 35' · 90' | L. Razo D. Díaz |

| Principal  | Jesús Roberto Ruiz   |
| Asistentes | Iván Martínez        |
|            | Leonardo Castillo    |
| Cuarto     | Oziel Mendez de Alba |

|                    |   |   |
| Tiros              | - | - |
| Tiros a puerta     | - | - |
| Faltas             | - | - |
| Saques de esquina  | - | - |
| Penaltis           | - | - |
| Fueras de juego    | - | - |
| Posesión del balón | % | % |

| Alineación inicial |

| 1     | POR   | Nemer Lajud          |     |
| 4     | DEF   | Usbaldo Silva        |     |
| 15    | DEF   | José Luis Estrada    |     |
| 35    | DEF   | Duvier Díaz          |     |
| 8     | MED   | Óscar Montero        | 86' |
| 10    | MED   | Jonathan Valdivia    |     |
| 11    | MED   | Jorge Luis Almaguer  |     |
| 17    | MED   | José Manuel Estrada  |     |
| 23    | MED   | Arturo Moreno        |     |
| 7     | DEL   | Luis Salvador Razo   | 89' |
| 9     | DEL   | Gerardo Martínez     |     |
| D. T. | D. T. | Luis Alberto Padilla |     |

| 12    | POR   | Alexis Montoya          |     |
| 3     | DEF   | Alan Josúe Soria        |     |
| 4     | DEF   | Daniel Aguiñaga         |     |
| 5     | DEF   | Francisco Javier Medina |     |
| 23    | DEF   | José Jesús Ruíz         |     |
| 6     | MED   | Román Reynoso           |     |
| 7     | MED   | Moisés Ramos            | 80' |
| 8     | MED   | Antonio Alberto Torres  | 70' |
| 10    | MED   | Luis Alfonso Rodríguez  |     |
| 14    | MED   | Salvador Ojeda          |     |
| 9     | DEL   | Juan Carlos López       | 84' |
| D. T. | D. T. | Enrique López Zarza     |     |

| 13 | Centrocampista | Christopher Vázquez | 86' |
| 14 | Delantero      | Ricardo Zacarías    | 89' |

| 11 | Centrocampista | Fabrizio Díaz  | 70' |
| 17 | Delantero      | Óscar Saavedra | 80' |
| 2  | Defensa        | Abraham Chávez | 84' |

| 75' | Luis Salvador Razo | 1:0 |

| 35' · 90' | L. Razo D. Díaz |

| Principal  | Jesús Roberto Ruiz   |
| Asistentes | Iván Martínez        |
|            | Leonardo Castillo    |
| Cuarto     | Oziel Mendez de Alba |

|                    |   |   |
| Tiros              | - | - |
| Tiros a puerta     | - | - |
| Faltas             | - | - |
| Saques de esquina  | - | - |
| Penaltis           | - | - |
| Fueras de juego    | - | - |
| Posesión del balón | % | % |

| Alineación inicial |

##### Final - Vuelta
| 12    | POR   | Jesús Montoya       |     |
| 3     | DEF   | Alan Soria          |     |
| 4     | DEF   | Daniel Aguiñaga     |     |
| 5     | DEF   | Francisco Medina    |     |
| 23    | DEF   | José Ruíz           |     |
| 6     | MED   | Román Reynoso       |     |
| 7     | MED   | Moises Ramos        |     |
| 8     | MED   | Antonio Torres      | 75' |
| 10    | MED   | Luis Rodríguez      |     |
| 14    | MED   | Salvador Ojeda      |     |
| 9     | DEL   | Juan López          | 62' |
| D. T. | D. T. | Enrique López Zarza |     |

| 1     | POR   | Nemer Lajud          |     |
| 4     | DEF   | Alexis Silva         |     |
| 15    | DEF   | José Estrada         |     |
| 18    | DEF   | Marco López          | 55' |
| 35    | DEF   | Duvier Díaz          |     |
| 8     | MED   | Oscar Montero        |     |
| 10    | MED   | Jonathan Valdivia    |     |
| 11    | MED   | Jorge Almaguer       | 84' |
| 23    | MED   | Arturo Moreno        |     |
| 7     | DEL   | Luis Razo            | 76' |
| 9     | DEL   | Gerardo Martínez     |     |
| D. T. | D. T. | Luis Alberto Padilla |     |

| 17 | Delantero      | Oscar Saavedra | 62' |
| 11 | Centrocampista | Vladimir Díaz  | 75' |

| 17 | Centrocampista | Emmanuel Guzmán       | 55' |
| 20 | Defensa        | Gerardo Madrid        | 76' |
| 2  | Defensa        | Juan Pablo Monticelli | 84' |

| 19' · 92' | José Ruiz Alan Soria | 1:0 2:1 |

| 72' | José Guzmán | 1:1 |

| Sí · Sí · Sí · Sí · Sí | Moisés Ramos José Ruiz Oscar Saavedra Ernesto Aguiñaga Luis Rodríguez | 1:0 2:1 3:1 4:2 5:3 |

| Sí · No · Sí · Sí | Arturo Moreno Gerardo Martínez Usbaldo Silva José Estrada | 1:1 2:1 3:2 4:3 |

| 37' · 103' | Román Reynoso Luis Rodríguez |

| 37' · 82' · 91' · 91' | Usbaldo Silva Gerardo Martínez Nemer Lajud Jonathan Valdivia |

| 103' · 105' | Duvier Díaz Luis Alberto Padilla (DT) |

| Principal  | Luis Daniel Chávez León       |
| Asistentes | Geovanny Gabriel Rojas García |
|            | Mario Alberto Ramírez Sánchez |
| Cuarto     | Alan Enrique Martínez Vega    |

|                    |   |   |
| Tiros              | - | - |
| Tiros a puerta     | - | - |
| Faltas             | - | - |
| Saques de esquina  | - | - |
| Penaltis           | - | - |
| Fueras de juego    | - | - |
| Posesión del balón | % | % |

| Alineación inicial |

| 12    | POR   | Jesús Montoya       |     |
| 3     | DEF   | Alan Soria          |     |
| 4     | DEF   | Daniel Aguiñaga     |     |
| 5     | DEF   | Francisco Medina    |     |
| 23    | DEF   | José Ruíz           |     |
| 6     | MED   | Román Reynoso       |     |
| 7     | MED   | Moises Ramos        |     |
| 8     | MED   | Antonio Torres      | 75' |
| 10    | MED   | Luis Rodríguez      |     |
| 14    | MED   | Salvador Ojeda      |     |
| 9     | DEL   | Juan López          | 62' |
| D. T. | D. T. | Enrique López Zarza |     |

| 1     | POR   | Nemer Lajud          |     |
| 4     | DEF   | Alexis Silva         |     |
| 15    | DEF   | José Estrada         |     |
| 18    | DEF   | Marco López          | 55' |
| 35    | DEF   | Duvier Díaz          |     |
| 8     | MED   | Oscar Montero        |     |
| 10    | MED   | Jonathan Valdivia    |     |
| 11    | MED   | Jorge Almaguer       | 84' |
| 23    | MED   | Arturo Moreno        |     |
| 7     | DEL   | Luis Razo            | 76' |
| 9     | DEL   | Gerardo Martínez     |     |
| D. T. | D. T. | Luis Alberto Padilla |     |

| 17 | Delantero      | Oscar Saavedra | 62' |
| 11 | Centrocampista | Vladimir Díaz  | 75' |

| 17 | Centrocampista | Emmanuel Guzmán       | 55' |
| 20 | Defensa        | Gerardo Madrid        | 76' |
| 2  | Defensa        | Juan Pablo Monticelli | 84' |

| 19' · 92' | José Ruiz Alan Soria | 1:0 2:1 |

| 72' | José Guzmán | 1:1 |

| Sí · Sí · Sí · Sí · Sí | Moisés Ramos José Ruiz Oscar Saavedra Ernesto Aguiñaga Luis Rodríguez | 1:0 2:1 3:1 4:2 5:3 |

| Sí · No · Sí · Sí | Arturo Moreno Gerardo Martínez Usbaldo Silva José Estrada | 1:1 2:1 3:2 4:3 |

| 37' · 103' | Román Reynoso Luis Rodríguez |

| 37' · 82' · 91' · 91' | Usbaldo Silva Gerardo Martínez Nemer Lajud Jonathan Valdivia |

| 103' · 105' | Duvier Díaz Luis Alberto Padilla (DT) |

| Principal  | Luis Daniel Chávez León       |
| Asistentes | Geovanny Gabriel Rojas García |
|            | Mario Alberto Ramírez Sánchez |
| Cuarto     | Alan Enrique Martínez Vega    |

|                    |   |   |
| Tiros              | - | - |
| Tiros a puerta     | - | - |
| Faltas             | - | - |
| Saques de esquina  | - | - |
| Penaltis           | - | - |
| Fueras de juego    | - | - |
| Posesión del balón | % | % |

| Alineación inicial |

| 12    | POR   | Jesús Montoya       |     |
| 3     | DEF   | Alan Soria          |     |
| 4     | DEF   | Daniel Aguiñaga     |     |
| 5     | DEF   | Francisco Medina    |     |
| 23    | DEF   | José Ruíz           |     |
| 6     | MED   | Román Reynoso       |     |
| 7     | MED   | Moises Ramos        |     |
| 8     | MED   | Antonio Torres      | 75' |
| 10    | MED   | Luis Rodríguez      |     |
| 14    | MED   | Salvador Ojeda      |     |
| 9     | DEL   | Juan López          | 62' |
| D. T. | D. T. | Enrique López Zarza |     |

| 1     | POR   | Nemer Lajud          |     |
| 4     | DEF   | Alexis Silva         |     |
| 15    | DEF   | José Estrada         |     |
| 18    | DEF   | Marco López          | 55' |
| 35    | DEF   | Duvier Díaz          |     |
| 8     | MED   | Oscar Montero        |     |
| 10    | MED   | Jonathan Valdivia    |     |
| 11    | MED   | Jorge Almaguer       | 84' |
| 23    | MED   | Arturo Moreno        |     |
| 7     | DEL   | Luis Razo            | 76' |
| 9     | DEL   | Gerardo Martínez     |     |
| D. T. | D. T. | Luis Alberto Padilla |     |

| 17 | Delantero      | Oscar Saavedra | 62' |
| 11 | Centrocampista | Vladimir Díaz  | 75' |

| 17 | Centrocampista | Emmanuel Guzmán       | 55' |
| 20 | Defensa        | Gerardo Madrid        | 76' |
| 2  | Defensa        | Juan Pablo Monticelli | 84' |

| 19' · 92' | José Ruiz Alan Soria | 1:0 2:1 |

| 72' | José Guzmán | 1:1 |

| Sí · Sí · Sí · Sí · Sí | Moisés Ramos José Ruiz Oscar Saavedra Ernesto Aguiñaga Luis Rodríguez | 1:0 2:1 3:1 4:2 5:3 |

| Sí · No · Sí · Sí | Arturo Moreno Gerardo Martínez Usbaldo Silva José Estrada | 1:1 2:1 3:2 4:3 |

| 37' · 103' | Román Reynoso Luis Rodríguez |

| 37' · 82' · 91' · 91' | Usbaldo Silva Gerardo Martínez Nemer Lajud Jonathan Valdivia |

| 103' · 105' | Duvier Díaz Luis Alberto Padilla (DT) |

| Principal  | Luis Daniel Chávez León       |
| Asistentes | Geovanny Gabriel Rojas García |
|            | Mario Alberto Ramírez Sánchez |
| Cuarto     | Alan Enrique Martínez Vega    |

|                    |   |   |
| Tiros              | - | - |
| Tiros a puerta     | - | - |
| Faltas             | - | - |
| Saques de esquina  | - | - |
| Penaltis           | - | - |
| Fueras de juego    | - | - |
| Posesión del balón | % | % |

| Alineación inicial |

| 12    | POR   | Jesús Montoya       |     |
| 3     | DEF   | Alan Soria          |     |
| 4     | DEF   | Daniel Aguiñaga     |     |
| 5     | DEF   | Francisco Medina    |     |
| 23    | DEF   | José Ruíz           |     |
| 6     | MED   | Román Reynoso       |     |
| 7     | MED   | Moises Ramos        |     |
| 8     | MED   | Antonio Torres      | 75' |
| 10    | MED   | Luis Rodríguez      |     |
| 14    | MED   | Salvador Ojeda      |     |
| 9     | DEL   | Juan López          | 62' |
| D. T. | D. T. | Enrique López Zarza |     |

| 1     | POR   | Nemer Lajud          |     |
| 4     | DEF   | Alexis Silva         |     |
| 15    | DEF   | José Estrada         |     |
| 18    | DEF   | Marco López          | 55' |
| 35    | DEF   | Duvier Díaz          |     |
| 8     | MED   | Oscar Montero        |     |
| 10    | MED   | Jonathan Valdivia    |     |
| 11    | MED   | Jorge Almaguer       | 84' |
| 23    | MED   | Arturo Moreno        |     |
| 7     | DEL   | Luis Razo            | 76' |
| 9     | DEL   | Gerardo Martínez     |     |
| D. T. | D. T. | Luis Alberto Padilla |     |

| 17 | Delantero      | Oscar Saavedra | 62' |
| 11 | Centrocampista | Vladimir Díaz  | 75' |

| 17 | Centrocampista | Emmanuel Guzmán       | 55' |
| 20 | Defensa        | Gerardo Madrid        | 76' |
| 2  | Defensa        | Juan Pablo Monticelli | 84' |

| 19' · 92' | José Ruiz Alan Soria | 1:0 2:1 |

| 72' | José Guzmán | 1:1 |

| Sí · Sí · Sí · Sí · Sí | Moisés Ramos José Ruiz Oscar Saavedra Ernesto Aguiñaga Luis Rodríguez | 1:0 2:1 3:1 4:2 5:3 |

| Sí · No · Sí · Sí | Arturo Moreno Gerardo Martínez Usbaldo Silva José Estrada | 1:1 2:1 3:2 4:3 |

| 37' · 103' | Román Reynoso Luis Rodríguez |

| 37' · 82' · 91' · 91' | Usbaldo Silva Gerardo Martínez Nemer Lajud Jonathan Valdivia |

| 103' · 105' | Duvier Díaz Luis Alberto Padilla (DT) |

| Principal  | Luis Daniel Chávez León       |
| Asistentes | Geovanny Gabriel Rojas García |
|            | Mario Alberto Ramírez Sánchez |
| Cuarto     | Alan Enrique Martínez Vega    |

|                    |   |   |
| Tiros              | - | - |
| Tiros a puerta     | - | - |
| Faltas             | - | - |
| Saques de esquina  | - | - |
| Penaltis           | - | - |
| Fueras de juego    | - | - |
| Posesión del balón | % | % |

| Alineación inicial |

| Campeón Apertura 2017 |
| --------------------- |
|                       |
| Club Tepatitlán       |
| 1° Título             |

### Liguilla de Filiales
|  | Cuartos de final                                       | Cuartos de final                                       | Cuartos de final                                       |   |             | Semifinales                                           | Semifinales                                           | Semifinales                                           |  |  | Final                                          | Final                                          | Final                                          |
|  | 29 y 30 de noviembre (ida) 2 y 3 de diciembre (vuelta) | 29 y 30 de noviembre (ida) 2 y 3 de diciembre (vuelta) | 29 y 30 de noviembre (ida) 2 y 3 de diciembre (vuelta) |   |             | 6 y 7 de diciembre (ida) 9 y 10 de diciembre (vuelta) | 6 y 7 de diciembre (ida) 9 y 10 de diciembre (vuelta) | 6 y 7 de diciembre (ida) 9 y 10 de diciembre (vuelta) |  |  | 14 de diciembre (ida) 17 de diciembre (vuelta) | 14 de diciembre (ida) 17 de diciembre (vuelta) | 14 de diciembre (ida) 17 de diciembre (vuelta) |
|  |                                                        |                                                        |                                                        |   |             |                                                       |                                                       |                                                       |  |  |                                                |                                                |                                                |
|  | UNAM "B" *                                             | 2                                                      | 1                                                      |   |             |                                                       |                                                       |                                                       |  |  |                                                |                                                |                                                |
|  | América "B"                                            | 1                                                      | 2                                                      |   |             |                                                       |                                                       |                                                       |  |  |                                                |                                                |                                                |
|  | América "B"                                            | 1                                                      | 2                                                      |   | UNAM "B"    | 0                                                     | 1                                                     |                                                       |  |  |                                                |                                                |                                                |
|  |                                                        |                                                        |                                                        |   | UNAM "B"    | 0                                                     | 1                                                     |                                                       |  |  |                                                |                                                |                                                |
|  |                                                        | Toluca "B" (v)                                         | 0                                                      | 1 |             |                                                       |                                                       |                                                       |  |  |                                                |                                                |                                                |
|  | Tigres UANL "B"                                        | Toluca "B" (v)                                         | 0                                                      | 1 | 0           | 1                                                     |                                                       |                                                       |  |  |                                                |                                                |                                                |
|  | Tigres UANL "B"                                        |                                                        |                                                        |   | 0           | 1                                                     |                                                       |                                                       |  |  |                                                |                                                |                                                |
|  | Toluca "B" (v)                                         | 0                                                      | 1                                                      |   |             |                                                       |                                                       |                                                       |  |  |                                                |                                                |                                                |
|  |                                                        |                                                        |                                                        |   |             |                                                       |                                                       |                                                       |  |  | Toluca "B"                                     | 1                                              | 1                                              |
|  |                                                        |                                                        | Morelia "B"                                            | 0 | 1           |                                                       |                                                       |                                                       |  |  |                                                |                                                |                                                |
|  | Tijuana "B"                                            | 1                                                      | 1                                                      |   |             |                                                       |                                                       |                                                       |  |  |                                                |                                                |                                                |
|  | Guadalajara "B"                                        | 1                                                      | 0                                                      |   |             |                                                       |                                                       |                                                       |  |  |                                                |                                                |                                                |
|  | Guadalajara "B"                                        | 1                                                      | 0                                                      |   | Tijuana "B" | 0                                                     | 0                                                     |                                                       |  |  |                                                |                                                |                                                |
|  |                                                        |                                                        |                                                        |   | Tijuana "B" | 0                                                     | 0                                                     |                                                       |  |  |                                                |                                                |                                                |
|  |                                                        | Morelia "B"                                            | 2                                                      | 0 |             |                                                       |                                                       |                                                       |  |  |                                                |                                                |                                                |
|  | Morelia "B"                                            | Morelia "B"                                            | 2                                                      | 0 | 1           | 4                                                     |                                                       |                                                       |  |  |                                                |                                                |                                                |
|  | Morelia "B"                                            |                                                        |                                                        |   | 1           | 4                                                     |                                                       |                                                       |  |  |                                                |                                                |                                                |
|  | Veracruz "B"                                           | 1                                                      | 1                                                      |   |             |                                                       |                                                       |                                                       |  |  |                                                |                                                |                                                |

- Califican por su posición en la tabla (*)

#### Final

##### Final ida
| 102   | POR   | Gustavo Gutiérrez |     |
| 34    | DEF   | Andy García       |     |
| 35    | DEF   | Juan Delgadillo   |     |
| 84    | DEF   | Adrián Mora       |     |
| 90    | DEF   | Ricardo Cruz      |     |
| 28    | MED   | Jorge Sartiaguin  | 81' |
| 32    | MED   | Iván Zamora       | 90' |
| 85    | MED   | Diego González    |     |
| 86    | MED   | Marco Díaz        |     |
| 97    | MED   | Ramiro Muleiro    | 57' |
| 98    | DEL   | Jonathan Osuna    |     |
| D. T. | D. T. | Christian Ramírez |     |

| 82    | POR   | Ricardo Gutiérrez     |     |
| 30    | DEF   | Jorge Valadéz         |     |
| 86    | DEF   | Bryan Álvarez         |     |
| 286   | DEF   | Diego Rangel          |     |
| 33    | MED   | Salvador Reyes        |     |
| 91    | MED   | Ernest Nungaray       |     |
| 94    | MED   | Adalberto Castellanos |     |
| 97    | MED   | Irvin Gijón           | 72' |
| 103   | MED   | César Escobedo        | 45' |
| 29    | DEL   | Fernando Ortíz        | 69' |
| 99    | DEL   | Nicolás Pérez         |     |
| D. T. | D. T. | Gastón Obledo         |     |

| 91  | Centrocampista | Alan Rodríguez    | 57' |
| 104 | Defensa        | Julio César López | 81' |
| 87  | Centrocampista | Michel Navarro    | 90' |

| 107 | Delantero      | Carlos Valdespina | 45' |
| 106 | Delantero      | José Hernández    | 69' |
| 92  | Centrocampista | Alejandro Ruiz    | 72' |

| 59' | Diego González | 1 |

| 62' | Ricardo Cruz |

| Principal  | Guillermo Pacheco Larios            |
| Asistentes | Angel Francisco Hernández Alcantara |
|            | Gerardo Hernández Hurtado           |
| Cuarto     | Arturo Isai González Montiel        |

|                    |   |   |
| Tiros              | - | - |
| Tiros a puerta     | - | - |
| Faltas             | - | - |
| Saques de esquina  | - | - |
| Penaltis           | - | - |
| Fueras de juego    | - | - |
| Posesión del balón | % | % |

| Alineación inicial |

| 102   | POR   | Gustavo Gutiérrez |     |
| 34    | DEF   | Andy García       |     |
| 35    | DEF   | Juan Delgadillo   |     |
| 84    | DEF   | Adrián Mora       |     |
| 90    | DEF   | Ricardo Cruz      |     |
| 28    | MED   | Jorge Sartiaguin  | 81' |
| 32    | MED   | Iván Zamora       | 90' |
| 85    | MED   | Diego González    |     |
| 86    | MED   | Marco Díaz        |     |
| 97    | MED   | Ramiro Muleiro    | 57' |
| 98    | DEL   | Jonathan Osuna    |     |
| D. T. | D. T. | Christian Ramírez |     |

| 82    | POR   | Ricardo Gutiérrez     |     |
| 30    | DEF   | Jorge Valadéz         |     |
| 86    | DEF   | Bryan Álvarez         |     |
| 286   | DEF   | Diego Rangel          |     |
| 33    | MED   | Salvador Reyes        |     |
| 91    | MED   | Ernest Nungaray       |     |
| 94    | MED   | Adalberto Castellanos |     |
| 97    | MED   | Irvin Gijón           | 72' |
| 103   | MED   | César Escobedo        | 45' |
| 29    | DEL   | Fernando Ortíz        | 69' |
| 99    | DEL   | Nicolás Pérez         |     |
| D. T. | D. T. | Gastón Obledo         |     |

| 91  | Centrocampista | Alan Rodríguez    | 57' |
| 104 | Defensa        | Julio César López | 81' |
| 87  | Centrocampista | Michel Navarro    | 90' |

| 107 | Delantero      | Carlos Valdespina | 45' |
| 106 | Delantero      | José Hernández    | 69' |
| 92  | Centrocampista | Alejandro Ruiz    | 72' |

| 59' | Diego González | 1 |

| 62' | Ricardo Cruz |

| Principal  | Guillermo Pacheco Larios            |
| Asistentes | Angel Francisco Hernández Alcantara |
|            | Gerardo Hernández Hurtado           |
| Cuarto     | Arturo Isai González Montiel        |

|                    |   |   |
| Tiros              | - | - |
| Tiros a puerta     | - | - |
| Faltas             | - | - |
| Saques de esquina  | - | - |
| Penaltis           | - | - |
| Fueras de juego    | - | - |
| Posesión del balón | % | % |

| Alineación inicial |

| 102   | POR   | Gustavo Gutiérrez |     |
| 34    | DEF   | Andy García       |     |
| 35    | DEF   | Juan Delgadillo   |     |
| 84    | DEF   | Adrián Mora       |     |
| 90    | DEF   | Ricardo Cruz      |     |
| 28    | MED   | Jorge Sartiaguin  | 81' |
| 32    | MED   | Iván Zamora       | 90' |
| 85    | MED   | Diego González    |     |
| 86    | MED   | Marco Díaz        |     |
| 97    | MED   | Ramiro Muleiro    | 57' |
| 98    | DEL   | Jonathan Osuna    |     |
| D. T. | D. T. | Christian Ramírez |     |

| 82    | POR   | Ricardo Gutiérrez     |     |
| 30    | DEF   | Jorge Valadéz         |     |
| 86    | DEF   | Bryan Álvarez         |     |
| 286   | DEF   | Diego Rangel          |     |
| 33    | MED   | Salvador Reyes        |     |
| 91    | MED   | Ernest Nungaray       |     |
| 94    | MED   | Adalberto Castellanos |     |
| 97    | MED   | Irvin Gijón           | 72' |
| 103   | MED   | César Escobedo        | 45' |
| 29    | DEL   | Fernando Ortíz        | 69' |
| 99    | DEL   | Nicolás Pérez         |     |
| D. T. | D. T. | Gastón Obledo         |     |

| 91  | Centrocampista | Alan Rodríguez    | 57' |
| 104 | Defensa        | Julio César López | 81' |
| 87  | Centrocampista | Michel Navarro    | 90' |

| 107 | Delantero      | Carlos Valdespina | 45' |
| 106 | Delantero      | José Hernández    | 69' |
| 92  | Centrocampista | Alejandro Ruiz    | 72' |

| 59' | Diego González | 1 |

| 62' | Ricardo Cruz |

| Principal  | Guillermo Pacheco Larios            |
| Asistentes | Angel Francisco Hernández Alcantara |
|            | Gerardo Hernández Hurtado           |
| Cuarto     | Arturo Isai González Montiel        |

|                    |   |   |
| Tiros              | - | - |
| Tiros a puerta     | - | - |
| Faltas             | - | - |
| Saques de esquina  | - | - |
| Penaltis           | - | - |
| Fueras de juego    | - | - |
| Posesión del balón | % | % |

| Alineación inicial |

| 102   | POR   | Gustavo Gutiérrez |     |
| 34    | DEF   | Andy García       |     |
| 35    | DEF   | Juan Delgadillo   |     |
| 84    | DEF   | Adrián Mora       |     |
| 90    | DEF   | Ricardo Cruz      |     |
| 28    | MED   | Jorge Sartiaguin  | 81' |
| 32    | MED   | Iván Zamora       | 90' |
| 85    | MED   | Diego González    |     |
| 86    | MED   | Marco Díaz        |     |
| 97    | MED   | Ramiro Muleiro    | 57' |
| 98    | DEL   | Jonathan Osuna    |     |
| D. T. | D. T. | Christian Ramírez |     |

| 82    | POR   | Ricardo Gutiérrez     |     |
| 30    | DEF   | Jorge Valadéz         |     |
| 86    | DEF   | Bryan Álvarez         |     |
| 286   | DEF   | Diego Rangel          |     |
| 33    | MED   | Salvador Reyes        |     |
| 91    | MED   | Ernest Nungaray       |     |
| 94    | MED   | Adalberto Castellanos |     |
| 97    | MED   | Irvin Gijón           | 72' |
| 103   | MED   | César Escobedo        | 45' |
| 29    | DEL   | Fernando Ortíz        | 69' |
| 99    | DEL   | Nicolás Pérez         |     |
| D. T. | D. T. | Gastón Obledo         |     |

| 91  | Centrocampista | Alan Rodríguez    | 57' |
| 104 | Defensa        | Julio César López | 81' |
| 87  | Centrocampista | Michel Navarro    | 90' |

| 107 | Delantero      | Carlos Valdespina | 45' |
| 106 | Delantero      | José Hernández    | 69' |
| 92  | Centrocampista | Alejandro Ruiz    | 72' |

| 59' | Diego González | 1 |

| 62' | Ricardo Cruz |

| Principal  | Guillermo Pacheco Larios            |
| Asistentes | Angel Francisco Hernández Alcantara |
|            | Gerardo Hernández Hurtado           |
| Cuarto     | Arturo Isai González Montiel        |

|                    |   |   |
| Tiros              | - | - |
| Tiros a puerta     | - | - |
| Faltas             | - | - |
| Saques de esquina  | - | - |
| Penaltis           | - | - |
| Fueras de juego    | - | - |
| Posesión del balón | % | % |

| Alineación inicial |

##### Final - Vuelta
| 82    | POR   | Daniel Gutiérrez |     |
| 30    | DEF   | Alfredo Valadéz  |     |
| 84    | DEF   | Aldo Hernández   | 66' |
| 86    | DEF   | Alfredo Álvarez  |     |
| 33    | MED   | Salvador Reyes   |     |
| 91    | MED   | Ernest Nungaray  |     |
| 95    | MED   | Alberto Bucio    |     |
| 97    | MED   | Irvin Gijón      | 72' |
| 103   | MED   | César Escobedo   | 52' |
| 29    | DEL   | Fernando Ortíz   |     |
| 99    | DEL   | Nicolás Pérez    |     |
| D. T. | D. T. | Gastón Obledo    |     |

| 102   | POR   | Gustavo Gutiérrez |     |
| 34    | DEF   | Arnold García     |     |
| 35    | DEF   | Juan Delgadillo   |     |
| 84    | DEF   | Adrián Mora       |     |
| 90    | DEF   | Ricardo Cruz      |     |
| 28    | MED   | Jorge Sartiaguin  |     |
| 32    | MED   | Iván Zamora       | 90' |
| 85    | MED   | Diego González    | 68' |
| 86    | MED   | Marco Polo Díaz   |     |
| 91    | MED   | Alan Rodríguez    |     |
| 98    | DEL   | Jonathan Osuna    | 78' |
| D. T. | D. T. | Christian Ramírez |     |

| 107 | Delantero      | Carlos Valdespino | 52' |
| 106 | Delantero      | José Hernández    | 66' |
| 100 | Centrocampista | Jesús Galván      | 72' |

| 100 | Delantero      | Edson Partida  | 68' |
| 88  | Centrocampista | Marco Mendieta | 78' |
| 96  | Centrocampista | Eduardo Macías | 90' |

| 83' | Fernando Ortíz | 1 |

| 60' | Jorge Sartiaguin | 1 |

| 50' | Óscar Hernández |

| 33' · 53' | Guadalupe Gutiérrez Marco Polo Díaz |

| Principal  | Jesús Olalde         |
| Asistentes | Daniel de la Torre   |
|            | Israel Horta         |
| Cuarto     | Louis Adrián Vielmas |

|                    |   |   |
| Tiros              | - | - |
| Tiros a puerta     | - | - |
| Faltas             | - | - |
| Saques de esquina  | - | - |
| Penaltis           | - | - |
| Fueras de juego    | - | - |
| Posesión del balón | % | % |

| Alineación inicial |

| 82    | POR   | Daniel Gutiérrez |     |
| 30    | DEF   | Alfredo Valadéz  |     |
| 84    | DEF   | Aldo Hernández   | 66' |
| 86    | DEF   | Alfredo Álvarez  |     |
| 33    | MED   | Salvador Reyes   |     |
| 91    | MED   | Ernest Nungaray  |     |
| 95    | MED   | Alberto Bucio    |     |
| 97    | MED   | Irvin Gijón      | 72' |
| 103   | MED   | César Escobedo   | 52' |
| 29    | DEL   | Fernando Ortíz   |     |
| 99    | DEL   | Nicolás Pérez    |     |
| D. T. | D. T. | Gastón Obledo    |     |

| 102   | POR   | Gustavo Gutiérrez |     |
| 34    | DEF   | Arnold García     |     |
| 35    | DEF   | Juan Delgadillo   |     |
| 84    | DEF   | Adrián Mora       |     |
| 90    | DEF   | Ricardo Cruz      |     |
| 28    | MED   | Jorge Sartiaguin  |     |
| 32    | MED   | Iván Zamora       | 90' |
| 85    | MED   | Diego González    | 68' |
| 86    | MED   | Marco Polo Díaz   |     |
| 91    | MED   | Alan Rodríguez    |     |
| 98    | DEL   | Jonathan Osuna    | 78' |
| D. T. | D. T. | Christian Ramírez |     |

| 107 | Delantero      | Carlos Valdespino | 52' |
| 106 | Delantero      | José Hernández    | 66' |
| 100 | Centrocampista | Jesús Galván      | 72' |

| 100 | Delantero      | Edson Partida  | 68' |
| 88  | Centrocampista | Marco Mendieta | 78' |
| 96  | Centrocampista | Eduardo Macías | 90' |

| 83' | Fernando Ortíz | 1 |

| 60' | Jorge Sartiaguin | 1 |

| 50' | Óscar Hernández |

| 33' · 53' | Guadalupe Gutiérrez Marco Polo Díaz |

| Principal  | Jesús Olalde         |
| Asistentes | Daniel de la Torre   |
|            | Israel Horta         |
| Cuarto     | Louis Adrián Vielmas |

|                    |   |   |
| Tiros              | - | - |
| Tiros a puerta     | - | - |
| Faltas             | - | - |
| Saques de esquina  | - | - |
| Penaltis           | - | - |
| Fueras de juego    | - | - |
| Posesión del balón | % | % |

| Alineación inicial |

| 82    | POR   | Daniel Gutiérrez |     |
| 30    | DEF   | Alfredo Valadéz  |     |
| 84    | DEF   | Aldo Hernández   | 66' |
| 86    | DEF   | Alfredo Álvarez  |     |
| 33    | MED   | Salvador Reyes   |     |
| 91    | MED   | Ernest Nungaray  |     |
| 95    | MED   | Alberto Bucio    |     |
| 97    | MED   | Irvin Gijón      | 72' |
| 103   | MED   | César Escobedo   | 52' |
| 29    | DEL   | Fernando Ortíz   |     |
| 99    | DEL   | Nicolás Pérez    |     |
| D. T. | D. T. | Gastón Obledo    |     |

| 102   | POR   | Gustavo Gutiérrez |     |
| 34    | DEF   | Arnold García     |     |
| 35    | DEF   | Juan Delgadillo   |     |
| 84    | DEF   | Adrián Mora       |     |
| 90    | DEF   | Ricardo Cruz      |     |
| 28    | MED   | Jorge Sartiaguin  |     |
| 32    | MED   | Iván Zamora       | 90' |
| 85    | MED   | Diego González    | 68' |
| 86    | MED   | Marco Polo Díaz   |     |
| 91    | MED   | Alan Rodríguez    |     |
| 98    | DEL   | Jonathan Osuna    | 78' |
| D. T. | D. T. | Christian Ramírez |     |

| 107 | Delantero      | Carlos Valdespino | 52' |
| 106 | Delantero      | José Hernández    | 66' |
| 100 | Centrocampista | Jesús Galván      | 72' |

| 100 | Delantero      | Edson Partida  | 68' |
| 88  | Centrocampista | Marco Mendieta | 78' |
| 96  | Centrocampista | Eduardo Macías | 90' |

| 83' | Fernando Ortíz | 1 |

| 60' | Jorge Sartiaguin | 1 |

| 50' | Óscar Hernández |

| 33' · 53' | Guadalupe Gutiérrez Marco Polo Díaz |

| Principal  | Jesús Olalde         |
| Asistentes | Daniel de la Torre   |
|            | Israel Horta         |
| Cuarto     | Louis Adrián Vielmas |

|                    |   |   |
| Tiros              | - | - |
| Tiros a puerta     | - | - |
| Faltas             | - | - |
| Saques de esquina  | - | - |
| Penaltis           | - | - |
| Fueras de juego    | - | - |
| Posesión del balón | % | % |

| Alineación inicial |

| 82    | POR   | Daniel Gutiérrez |     |
| 30    | DEF   | Alfredo Valadéz  |     |
| 84    | DEF   | Aldo Hernández   | 66' |
| 86    | DEF   | Alfredo Álvarez  |     |
| 33    | MED   | Salvador Reyes   |     |
| 91    | MED   | Ernest Nungaray  |     |
| 95    | MED   | Alberto Bucio    |     |
| 97    | MED   | Irvin Gijón      | 72' |
| 103   | MED   | César Escobedo   | 52' |
| 29    | DEL   | Fernando Ortíz   |     |
| 99    | DEL   | Nicolás Pérez    |     |
| D. T. | D. T. | Gastón Obledo    |     |

| 102   | POR   | Gustavo Gutiérrez |     |
| 34    | DEF   | Arnold García     |     |
| 35    | DEF   | Juan Delgadillo   |     |
| 84    | DEF   | Adrián Mora       |     |
| 90    | DEF   | Ricardo Cruz      |     |
| 28    | MED   | Jorge Sartiaguin  |     |
| 32    | MED   | Iván Zamora       | 90' |
| 85    | MED   | Diego González    | 68' |
| 86    | MED   | Marco Polo Díaz   |     |
| 91    | MED   | Alan Rodríguez    |     |
| 98    | DEL   | Jonathan Osuna    | 78' |
| D. T. | D. T. | Christian Ramírez |     |

| 107 | Delantero      | Carlos Valdespino | 52' |
| 106 | Delantero      | José Hernández    | 66' |
| 100 | Centrocampista | Jesús Galván      | 72' |

| 100 | Delantero      | Edson Partida  | 68' |
| 88  | Centrocampista | Marco Mendieta | 78' |
| 96  | Centrocampista | Eduardo Macías | 90' |

| 83' | Fernando Ortíz | 1 |

| 60' | Jorge Sartiaguin | 1 |

| 50' | Óscar Hernández |

| 33' · 53' | Guadalupe Gutiérrez Marco Polo Díaz |

| Principal  | Jesús Olalde         |
| Asistentes | Daniel de la Torre   |
|            | Israel Horta         |
| Cuarto     | Louis Adrián Vielmas |

|                    |   |   |
| Tiros              | - | - |
| Tiros a puerta     | - | - |
| Faltas             | - | - |
| Saques de esquina  | - | - |
| Penaltis           | - | - |
| Fueras de juego    | - | - |
| Posesión del balón | % | % |

| Alineación inicial |

| Campeón Apertura 2017 |
| --------------------- |
|                       |
| Toluca "B"            |
| 1° Título             |

## Máximos Goleadores
Lista con los máximos goleadores del torneo, * Datos según la página oficial.
| Pos. | Jugador                  | Equipo          | Goles | Minutos |
| ---- | ------------------------ | --------------- | ----- | ------- |
| 1°   | Joaquín Alonso Hernandez | Monterrey "B"   | 13    | 1328    |
| 2°   | Humberto Leonardo Guzmán | La Piedad       | 12    | 1008    |
| 3°   | Brian Santiago Lara      | Cruz Azul "B"   | 11    | 1380    |
| 4°   | Marco Antonio Granados   | Loros de Colima | 11    | 1321    |
| 5°   | Francisco Da Costa       | Inter Playa     | 10    | 1247    |

## Asistencia
- Datos según la página oficial de la competición.

 Fecha de actualización: 26 de noviembre de 2017
| 1  | 13 525 | 752   | La Piedad vs Lobos BUAP "B" (4 500)      | Morelia "B" vs Tigres UANL "B" (50)       |
| 2  | 23 265 | 1 293 | Gavilanes vs Durango (15 000)            | Tigres UANL "B" vs Pacific F.C. (50)      |
| 3  | 10 500 | 583   | La Piedad vs UNAM B (3 000)              | Tecos Fútbol Club vs León B (100)         |
| 4  | 24 280 | 674   | Gavilanes vs Loros de Colima (20 000)    | Tigres UANL "B" vs Atlas"B" (30)          |
| 5  | 11 150 | 619   | La Piedad vs América "B" (3 500)         | Morelia "B" vs Dorados UACH (50)          |
| 6  | 13 560 | 758   | Gavilanes vs León "B" (9 000)            | Tigres UANL "B" vs Guadalajara "B" (50)   |
| 7  | 11 120 | 617   | Loros de Colima vs Monterrey "B" (3 000) | Veracruz "B" vs UNAM "B" (50)             |
| 8  | 11 300 | 627   | Gavilanes vs Morelia "B" (5 500)         | Monterrey "B" vs Tecos Fútbol Club (50)   |
| 9  | 16 330 | 995   | Gavilanes vs Club Tepatitlán (6 000)     | Morelia "B" vs Tijuana "B" (80)           |
| 10 | 8 418  | 520   | Club Tepatitlán vs Morelia "B" (3 000)   | Tigres UANL "B" vs Tecos Fútbol Club (50) |
| 11 | 15 850 | 902   | Gavilanes vs Monterrey "B" (7 000)       | Morelia "B" vs Guadalajara "B" (50)       |
| 12 | 10 316 | 573   | La Piedad vs Pachuca "B" (4 000)         | Sporting Canamy vs Inter Playa (50)       |
| 13 | 21 503 | 1 194 | Gavilanes vs Tigres UANL "B" (7 500)     | León "B" vs Dorados UACH (50)             |
| 14 | 7 200  | 400   | La Piedad vs Cruz Azul Hidalgo (5 000)   | Sporting Canamy vs Lobos BUAP "B" (0)     |
| 15 | 12 657 | 703   | Gavilanes vs Dorados UACH (3 500)        | Cruz Azul Hidalgo vs Pachuca "B" (50)     |
| 16 | 7 450  | 413   | La Piedad vs Inter Playa (3 000)         | Sporting Canamy vs UNAM "B" (50)          |
| 17 | 9 800  | 576   | Gavilanes vs Tijuana "B" (3 500)         | Santos Laguna "B" vs Tigres UANL "B" (50) |